# 2008 aux États-Unis
Chronologie des États-Unis
- 2004
- 2005
- 2006
- 2007
- 2008
- 2009
- 2010
- 2011
- 2012

 2006 par pays en Amérique - 2007 par pays en Amérique - 2008 par pays en Amérique
2009 par pays en Amérique - 2010 par pays en Amérique 
Cette page concerne des événements qui se sont produits durant l'année 2008 du calendrier grégorien aux États-Unis.

## Gouvernement
- Président : George W. Bush
- Vice-président : Dick Cheney
- Secrétaire d'État : Condoleezza Rice
- Chambre des représentants - Présidente : Nancy Pelosi (Parti démocrate)

## Évènements

### Janvier

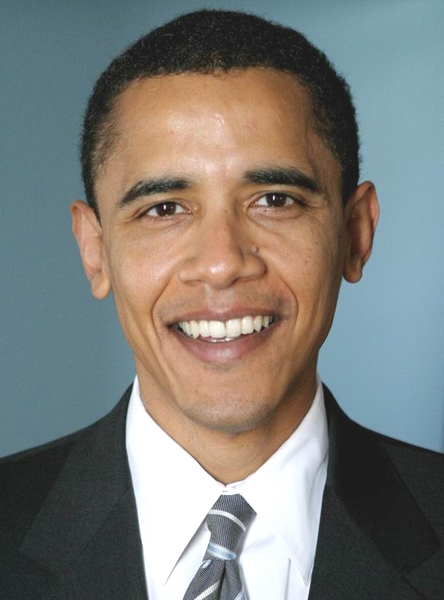
Barack Obama
(portrait officiel, 2005)

- 2 janvier : le prix d'un baril de pétrole brut dépasse brièvement 100 $ pour la première fois au New York Mercantile Exchange.
- 3 janvier : Caucus de l'Iowa, premier événement électoral important dans le processus de l'élection présidentielle, remporté par le démocrate Barack Obama et le républicain Mike Huckabee ; Christopher Dodd et Joseph Biden retirent leurs candidatures.
- 8 janvier : primaires du New Hampshire, première élection primaire en vue de la désignation des candidats à l'élection présidentielle.
- 10 janvier : le gouverneur de Californie Arnold Schwarzenegger annonce des coupes budgétaires sévères destinées à réduire le déficit de l'État.
- 11 janvier : l'établissement financier Countrywide, symbole du subprime est racheté, au bord de la faillite, par la Bank of America pour 4 milliards de dollars. Fondé en 1969, par Angelo Mozilo, il détenait en 2007 jusqu'à 20 % du marché américain des crédits hypothécaires et avait bâti son succès sur sa capacité à accorder des prêts de type subprime aux ménages qui n'auraient normalement pas eu accès au financement bancaire classique pour acquérir leur logement.
- 15 janvier : 
  - l'acteur, producteur et scénariste américain Brad Renfro est décédé à 25 ans;
- Économie : la première banque américaine Citigroup, plombée par la crise des subprimes, annonce pour le seul quatrième trimestre 2007, des pertes de l'ordre de 9,8 milliards de dollars. Toutes les bourses financières du monde plongent à nouveau.
- 18 janvier : 
  - les indices de la bourse de Chicago cèdent 3 % en une séance;
  - dans le cadre de la crise des subprimes, le président George W. Bush annonce un plan de relance budgétaire pour un montant de 145 milliards de dollars mais essentiellement fondé sur des baisses d'impôts.
- 26 janvier : mort du fils aîné de Marlon Brando, Christian Brando (49 ans), il était hospitalisé en soins intensifs dans un hôpital de Los Angeles depuis le 11 janvier pour une double pneumonie.
- 28 janvier : le Président George W. Bush, dans le discours annuel sur l'état de l'Union, assure que « les Américains peuvent avoir confiance » dans « leur économie ».
- 29 janvier : les primaires de Floride sont emportées par Hillary Clinton chez les démocrates et par John McCain chez les républicains.

### Février

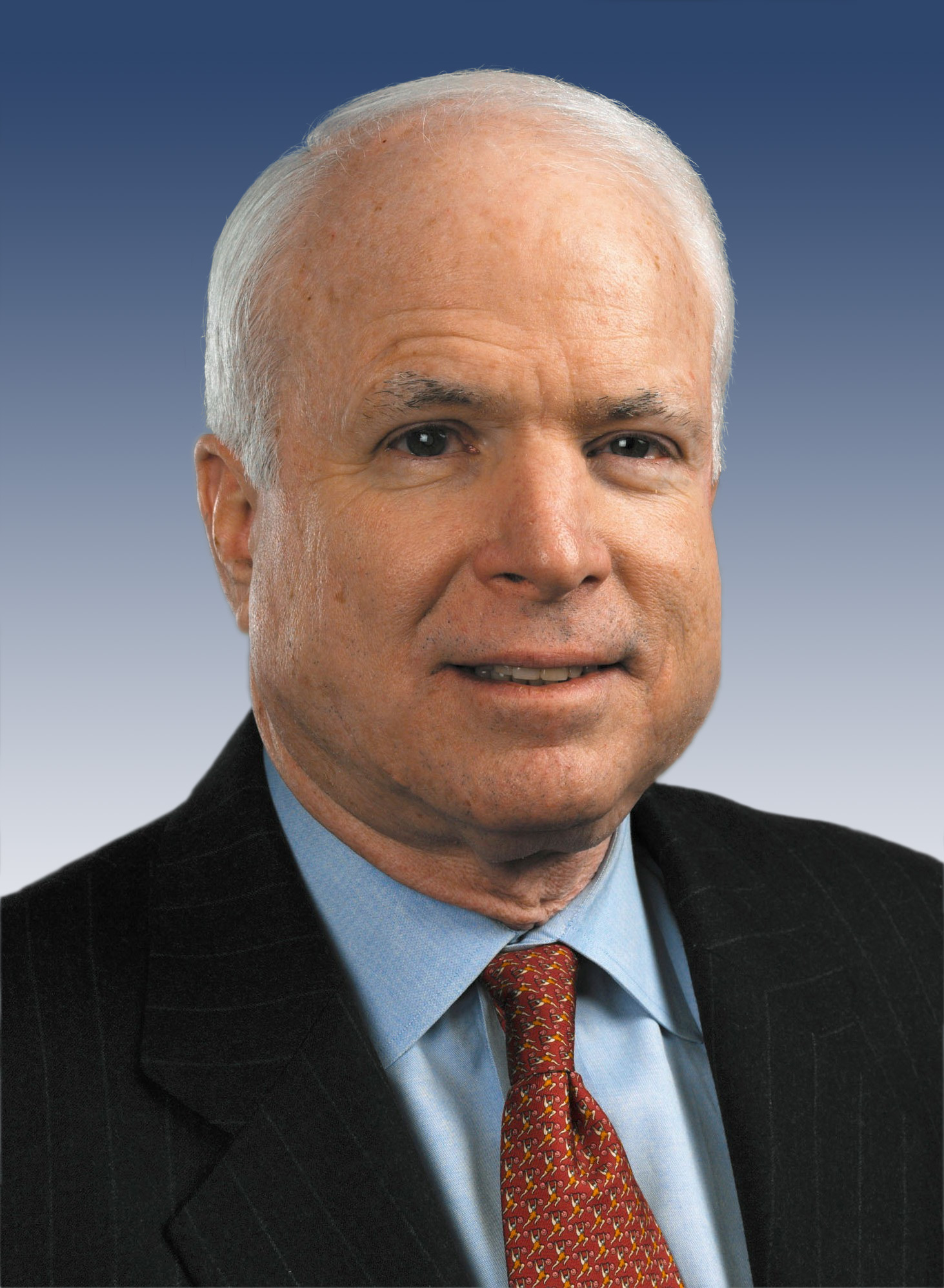
John McCain
(portrait officiel)

- 5 février : « Super Tuesday », les électeurs de 22 États et un territoire désignent les délégués chargés d'investir les candidats démocrates et républicains qui s'affronteront pour la présidentielle de novembre 2008. Sept États ont déjà voté et 19 autres le feront après ce mardi. Chez les républicains John McCain gagne cette journée. Chez les démocrates Hillary Clinton garde une légère avance sur Barack Obama.
- 14 février : massacre scolaire à la Northern Illinois University, tuant cinq étudiants et blessant seize autres, avant que le meurtrier retourne l'arme contre lui.
- 17 février : les États-Unis reconnaissent le nouvel État du Kosovo pour l'existence de laquelle ils ont été un des plus importants soutiens politiques, militaires et diplomatiques.
- 21 février : l'ambassade américaine de Belgrade en Serbie est incendiée au terme d'une journée d'émeute contre l'indépendance du Kosovo.

### Mars

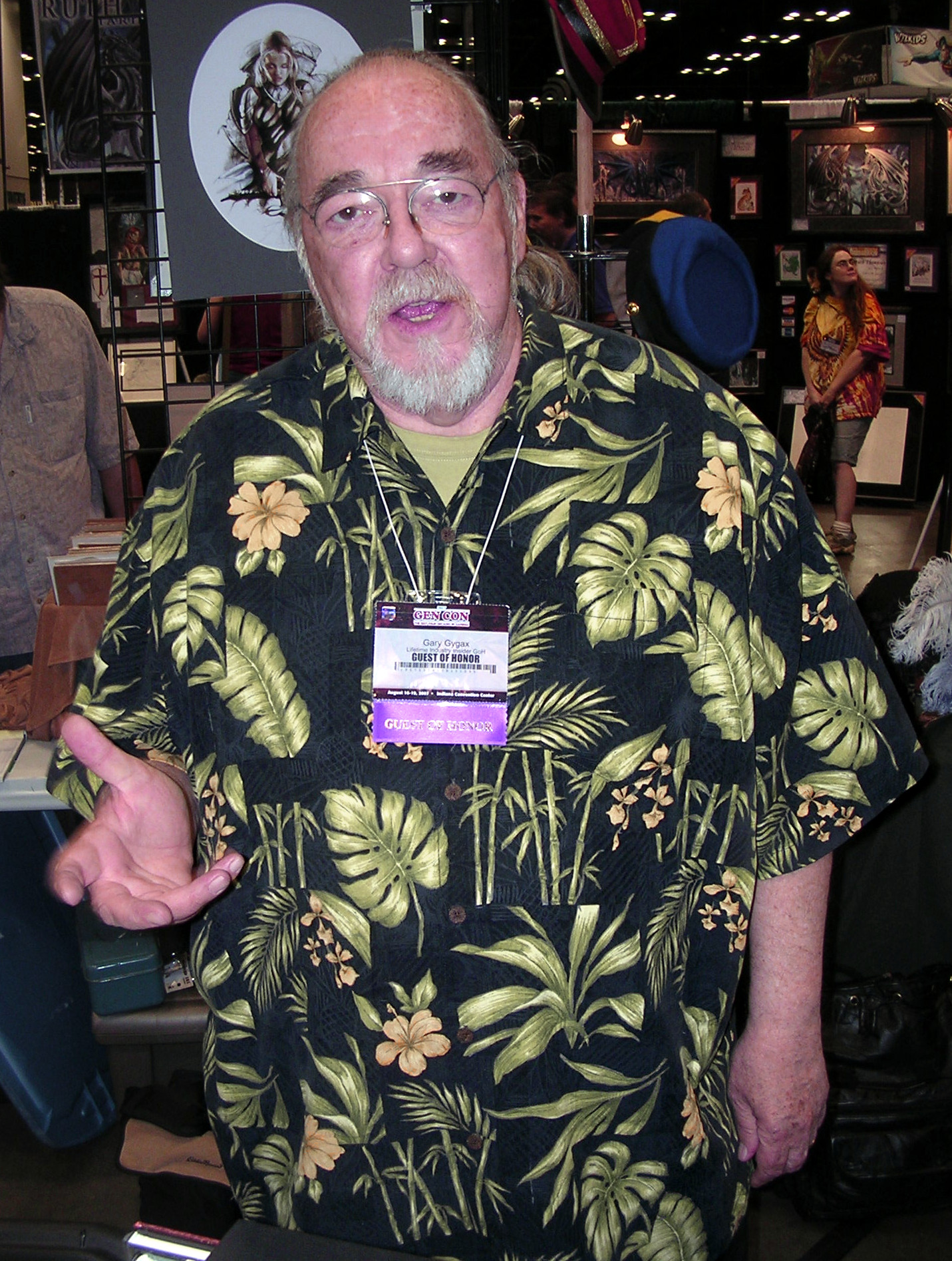
Gary Gygax
(août 2007)

- Samedi 1er mars : le Pentagone choisit l'européen EADS et le californien Northrop Grumman à la place de Boeing pour moderniser la flotte américaine des 540 avions ravitailleurs de l'armée américaine, la première partie du contrat concerne 179 avions pour un montant de 35 milliards $. Le nouvel avion KC-45A, surnommé « citerne volante », pourra aussi transporter du fret. Il s'agit d'un contrat qui pourrait dépasser les 100 milliards de dollars sur trente ans. Une usine sera créée à Mobile qui emploiera sur place mille trois cents personnes. La bataille a duré sept ans avec de nombreux rebondissements. Marion Jones
(octobre 2007)

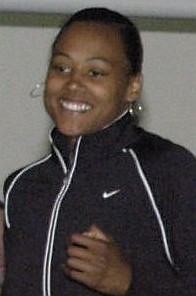
Marion Jones
(octobre 2007)

- Mardi 4 mars :  mort de Gary Gygax, écrivain et créateur de jeux américain, dont l'œuvre la plus connue est le jeu de rôle Donjons et Dragons.
- Mercredi 5 mars : à Los Angeles, ouverture du procès du détective privé Tony Pellicano (63 ans) pour plus de cent chefs d'accusation. Spécialisé dans les écoutes téléphoniques pour le compte de célébrités, il risque de mettre en lumière des centaines de secrets peu reluisants et autant de magouilles nauséabondes. Parmi ses clients : Tom Cruise, Bertram Fields, Brad Grey, Michael Jackson, John McTiernan, Demi Moore, Michael Ovitz, Chris Rock.
- Jeudi 6 mars : la crise des subprimes américains aurait à ce jour causé 160 milliards d'euros de dépréciations reconnues de par le Monde.
- Vendredi 7 mars : au Texas, l'ex-sprinteuse Marion Jones condamnée en janvier à six mois de prison ferme pour parjure s'est constituée prisonnière dans une prison. En octobre 2007, elle avait reconnu s'être dopée après des années de déni. Ses aveux lui ont fait perdre ses cinq médailles gagnées aux Jeux olympiques de 2000.
- Lundi 10 mars :
  - selon une étude de JP Morgan, les banques américaines seraient confrontées à un risque d'« appel de marge systémique » qui pourrait amputer leur bilan de 325 milliards de dollars supplémentaires en raison de la détérioration continue du marché des prêts immobiliers. La crise du crédit va probablement s'intensifier;
  - une enquête est ouverte contre le groupe Countrywide Financial, premier prêteur hypothécaire américain, notamment pour fraude et manipulation de cours. Racheté par Bank of America en janvier 2008 pour 4 milliards de dollars, il est déjà sous le coup de plusieurs procédures;
  - selon les analystes de Goldman Sachs, le groupe Boeing devrait annoncer un retard d'environ six mois sur le nouveau Boeing 787 pour des problèmes techniques de câblage proches de ceux rencontrés par l'Airbus A380. Les premières livraisons n'interviendront au mieux qu'au troisième trimestre 2009.
- Jeudi 13 mars : le groupe Carlyle annonce la quasi-faillite de « Carlyle Capital corporation » un de ses soixante fonds de placement.
- Dimanche 16 mars : en visite à Bagdad, le candidat républicain, John McCain, déclare que les États-Unis pourraient rester en Irak « cent ans s'il le faut ». Du 17 au 19 mars, il se rend en Israël puis en Jordanie.
- Lundi 17 mars :  la banque JP Morgan, offre de reprendre avec l'appui de la FED la banque Bear Stearns, cinquième banque américaine menacée de faillite. Le président George W. Bush déclare « Nous montrons au monde que les États-Unis maîtrisent la situation ». Le professeur d'économie Peter Kennen de l'université de Princeton commente : « Quel choc ! Nous vivons une situation inédite, où seul l'État peut sauver le secteur privé ».
- Lundi 24 mars : 
  - cinéma, mort de l'acteur Richard Widmark (93 ans);
  - le maire démocrate de Détroit, Kwame Kilpatrick est inculpé dans le cadre d'une affaire de mœurs qui pourrait lui valoir jusqu'à quinze ans de prison.
- Fin mars 2008, en un an, selon la société d'études Realty Trac, les saisies immobilières ont augmenté de 57 % et les reprises par les banques ont augmenté de 129 %. Selon la société DataQuick Information System, 405 000 Américains ont perdu leur maison en 2007. Le New York Times prévoit une chute des prix immobiliers de 40 à 50 % d'ici le printemps 2009, pour les régions de Los Angeles et de Miami.

### Avril
- Les compagnies aériennes américaines annoncent de nouvelles pertes importantes pour le premier trimestre : Delta Air Lines (-6,4 milliards $), Northwest (-4,1 milliards $)…
- Jeudi 3 avril : les autorités texanes ont démantelé une secte polygame retranchée dans un ranch communautaire depuis 2005. 416 enfants de moins de 17 ans ont été recueillis et placés dans des refuges provisoires. La recherche des parents génétiques devra être faite à partir de tests génétiques systématiques sur tous les adultes et sur tous les enfants. L'Église fondamentaliste de Jésus-Christ des saints des derniers jours pratique la polygamie (abandonnée par les mormons depuis 1890). De fait, selon les services de protection de l'enfance, la secte imposait la « culture de jeunes filles engrossées par des vieillards », transformant les jeunes filles en machines à reproduction dans le cadre d'« unions spirituelles forcées », d'autant plus que sans aucun lien avec l'extérieur, elles n'étaient pas en mesure de choisir librement. Lors du raid de la police, 139 femmes ont exprimé le souhait d'être extraites de la secte et de partir avec les enfants.
- Mardi 8 avril : le chef des forces armées américaines en Irak, le général David Petraeus, l'ambassadeur en Irak Ryan Crocker, le secrétaire d'État à la Défense Robert Gates et le chef d'état-major Michael Mullen, comparaissent pour deux jours devant la commission des forces armées du Sénat et celle de la chambre des représentants.
- Mercredi 9 avril : selon l'universitaire Joseph Stiglitz, prix Nobel d'économie, le coût de la guerre en Irak (invasion et occupation) se monterait déjà à plus de 3 000 milliards de dollars. Le maintien de 55 000 hommes pendant dix ans se monterait à 1 900 milliards de dollars en plus. Selon ses estimations, le coût opérationnel d'une guerre moderne est « huit fois plus élevé que celui des conflits précédents » en raison des prix de la technologie, de la privatisation de nombreuses tâches paramilitaires, du montant des soldes d'une armée professionnelle. De fait il affirme que « la guerre stimule moins l'économie que la construction de ponts ou d'hôpitaux » [1].
- Vendredi 11 avril :
  - le dalaï-lama entame une tournée dans le pays. Il va participer pendant cinq jours au congrès d'une fondation bouddhiste à Seattle sur la côte Ouest où sont attendus cent cinquante mille participants, puis s'exprimera à l'université du Michigan (19-20 avril) avant de visiter l'université Colgate à New York (22 avril);
  - la Chambre des représentants adopte par 413 voix pour et une contre, une résolution appelant la Chine à « mettre fin à sa répression » et à ouvrir un dialogue « sans conditions préalables, directement avec sa sainteté le dalaï-lama ». Benoît XVI
(janvier 2006)
- Mardi 15 avril :

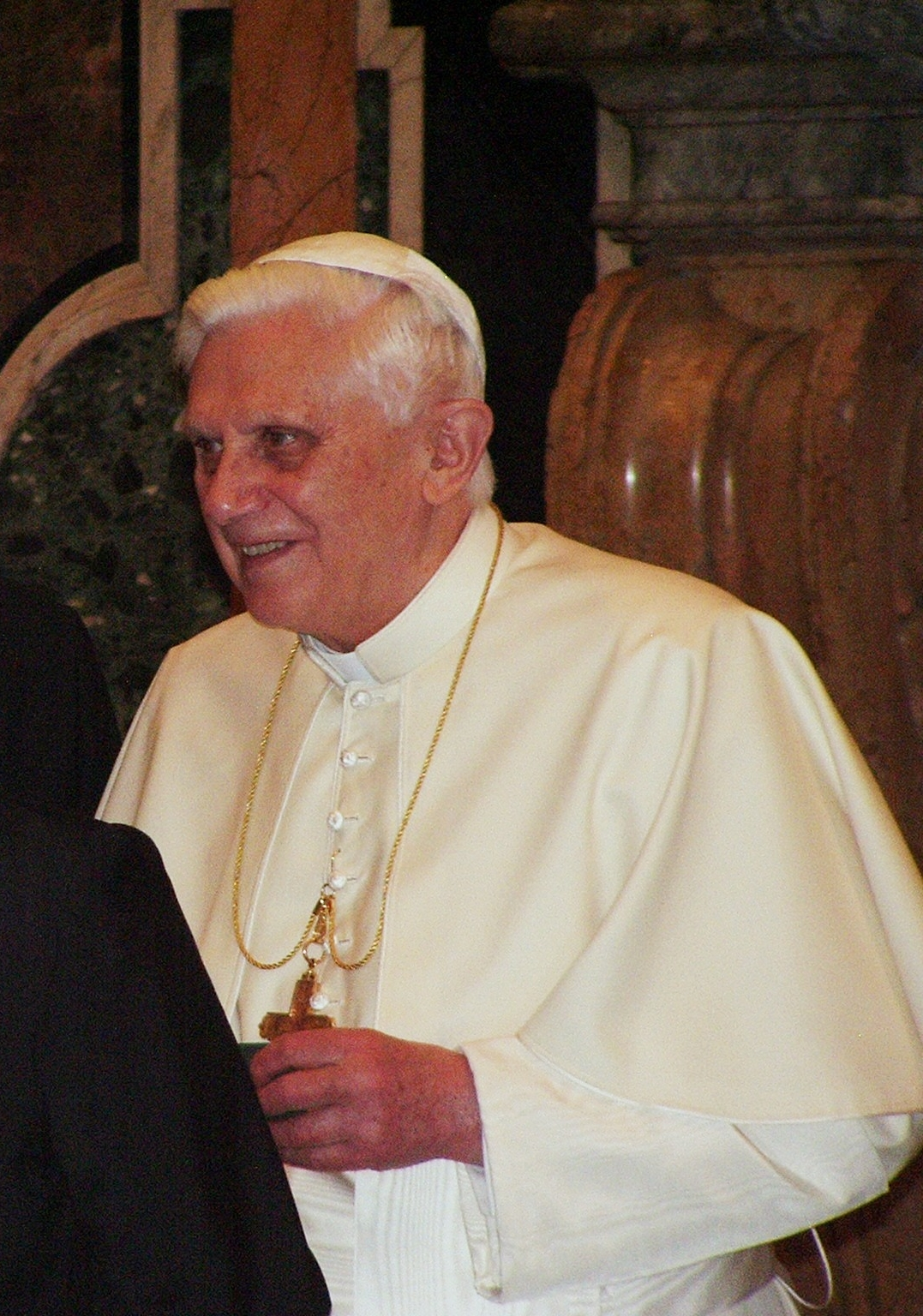
Benoît XVI
(janvier 2006)

  - le pape Benoît XVI est accueilli à sa descente d'avion sur la base militaire d'Andrews par le président George W. Bush et son épouse;
  - les pertes liées à la crise des subprimes, hors dépréciations des actifs, se monteraient à 422 milliards de dollars, dont 90 milliards pour les banques américaines;
  - les entrées nettes de capitaux aurait augmenté de 64,1 milliards de dollars en février contre 35,7 milliards en janvier, soit un montant supérieur au déficit commercial de février (62,3 milliards de dollars).
- Mercredi 16 avril : 
  - le pape Benoît XVI est accueilli à la Maison-Blanche en présence de quelque neuf mille invités (hymnes nationaux, 21 coups de canons). Le soir, le pape a fêté son 81e anniversaire avec une vingtaine de prélats à la résidence du nonce apostolique;
  - lors d'une interview à la chaîne EWTN, le président George W. Bush a fait part de son désir « d'honorer les convictions » du pape sur le bien et le mal, la valeur sacrée de la vie humaine et le danger du « relativisme moral »;
  - au sujet des prêtres pédomanes, le pape a rappelé la « grande souffrance » que ces agissements avaient provoqué et a promis de faire « tout ce qui est possible pour que cela ne puisse plus se reproduire. Nous excluons absolument les pédophiles du ministère sacré. Il est plus important d'avoir de bons prêtres que des prêtres nombreux; »
  - la Cour suprême valide la méthode de l'injection mortelle comme conforme à la Constitution. Cette décision devrait relancer les exécutions qui étaient en attente dans la majeure partie des États.
- Jeudi 17 avril : 
  - le premier ministre britannique Gordon Brown, est en visite pour mener des discussions sur la crise financière internationale;
  - le pape Benoît XVI s'adresse aux 350 évêques, aux responsables éducatifs des 195 diocèses et aux recteurs des 231 universités et collèges catholiques du pays, depuis le campus de 80 hectares de la Catholic University of America, situé en face de la basilique de l'Immaculée-Conception de Washington;
  - les deux compagnies aériennes Delta Air Lines et Northwest Airlines annonce leur projet de fusion, ce qui donnera naissance au no 1 mondial avec 130 millions de passagers. Cette opération devrait selon les spécialistes déclencher un nouveau mouvement de concentration.
- Vendredi 18 avril : 
  - en une semaine cinq importantes banques ont annoncé d'importantes dépréciations d'actifs pour près de 40 milliards de dollars : Wachovia, Merrill Lynch, Citigroup, Bank of America et National City;
  - du 18 au 21 avril, une série de 36 fusillades en 4 jours ont causé la mort de 7 personnes à Chicago dans l'Illinois. Elles se sont produites en majorité dans les quartiers défavorisés du sud et de l'ouest de la ville.
- Dimanche 20 avril : le pape Benoît XVI est descendu au fond du cratère de Ground Zero, site des attentats du 11 septembre 2001, pour prier, en silence et à genoux, pour les milliers de victimes de l'effondrement des tours jumelles du World Trade Center, demandant « de faire retrouver le chemin de l'amour à ceux dont le cœur et l'esprit sont consumés par la haine ». Puis le pape s'est rendu au Yankee Stadium pour la seconde grand-messe devant quelque soixante mille fidèles.
- Mardi 22 avril : 
  - EADS Défense et sécurité rachète la société californienne PlantCML (CA 2007 200 millions $, 700 salariés), spécialisée sur le marché de la sécurité, pour 350 millions de dollars au fonds Golden Gate Capital. Elle gère les centres d'appel d'urgence de grandes villes, le 911 et des centres de radio mobile professionnel (pompiers, policiers, gardes mobiles, ambulanciers, agences de sécurité…);
  - vingt-deux ans après l'affaire Jonathan Pollard, les services secrets annoncent avoir découvert il y a deux semaines, l'existence d'un autre américain espionnant pour le compte d'Israël. Aujourd'hui âgé de 84 ans, Ben-Ami Kadish, aurait transmis à Israël entre 1979 et 1985, des informations relatives à des armements nucléaires, à l'avion de combat F-15 et au missile Patriot.
- Jeudi 24 avril : 
  - le gouvernement montre au Congrès américain une vidéo prouvant que la Corée du Nord a aidé la Syrie à construire le réacteur nucléaire détruit en septembre 2007 par l'aviation israélienne. Cette collaboration avait lieu alors que le gouvernement américain s'efforçait d'obtenir la dénucléarisation de la Corée du Nord et un inventaire exhaustif de ses lieux et activités nucléaires, y compris les proliférantes. Selon les services de renseignements, le réacteur a été détruit juste avant d'entrer en service et de produire du plutonium militaire. Les Nord-Coréens ont continué à aider la Syrie après la destruction du réacteur;
  - les ventes de logements neufs sur le marché américain ont baissé de 36,6 % en un an, soit le plus bas niveau depuis 17 ans;
  - Steve Jobs, patron mythique de la firme Apple annonce avoir vendu quelque 151,4 millions d'Ipod et avoir réalisé son meilleur deuxième trimestre de son histoire, cependant la croissance ralenti pour l'iPhone.
- Lundi 28 avril : 
  - le gouvernement recrée la IVe Flotte de l'US Navy avec pour mission de patrouiller dans les eaux autour de l'Amérique latine et dans la mer des Caraïbes, sous la double tutelle de la Marine et du Commandement Sud de l'armée. Elle sera commandée par le vice-amiral Joseph Kernan, disposera d'un porte-avion nucléaire, certainement le John Fitzgerald Kennedy qui avait été désarmé en 2007, et sera basée à Mayport sur la côte atlantique de la Floride. De fait, pour Alejandro Sanchez, du Council on Hemispheric Affairs : « Le rétablissement de la IVe flotte est plus un geste politique que militaire, destiné à faire face à la montée en puissance des gouvernements de gauche dans la région »;
  - le fisc commence à reverser les remises d'impôts liées au titre du plan de relance aux millions de contribuables touchant moins de 75 000 $ par an (le double pour un couple). Le total des reversements devraient avoisiner les 152 milliards de dollars. Mais selon le prix Nobel d'économie, Joseph Stiglitz, cette mesure n'est « qu'une goutte dans un seau d'eau » et cela ne devrait pas empêcher 2,2 millions d'emprunteurs supplémentaires de perdre leur logement d'ici un an;
  - le candidat Barack Obama est rattrapé par son ancienne amitié avec le pasteur Jeremiah Wright célèbre pour ses propos racistes et antipatriotiques. Invité par le National Press Club, le pasteur Wright a salué l'antisémitisme musulman de Louis Farrakhan, accusé le gouvernement d'avoir répandu le virus du sida dans la communauté noire et a attribué la responsabilité du 11-Septembre au propre « terrorisme » des États-Unis. Le pasteur fut le père spirituel du candidat Obama dans le christianisme et a célébré son mariage;
  - le groupe alimentaire Mars (CA 22 Md$, 48 000 salariés) rachète pour 23 milliards de dollars le groupe Wrigley (CA 5,4 Md$, 16 400 salariés), leader mondial de la confiserie. Pour l'occasion la famille Mars s'associe au groupe Berkshire Hathaway du milliardaire Warren Buffett et aux banques Goldman Sachs et JPMorgan.
- En avril, le nombre de procédures de faillite personnelles a augmenté de 47,7 % d'avril 2007 à avril 2008, selon l'American Bankruptcy Institute. Pour 2008, le nombre devrait augmenter de 28 % par rapport à 2007 (850 912).

### Mai
- Vendredi 2 mai : 
  - accompagné de Christine Lagarde (ministre de l'Économie) et de Michel Barnier (ministre de l'Agriculture), le premier ministre français, François Fillon en déplacement à Washington rencontre le président de la Réserve fédérale américaine, Ben Bernanke, le secrétaire au Trésor, Henry Paulson et le directeur du FMI, Dominique Strauss-Kahn, puis s'entretient avec onze chefs d'entreprise américains;
  - 2 - 4 mai : de violentes tornades ont touché l'Arkansas et trois autres États du centre (Missouri, Oklahoma Texas), faisant au moins 8 morts, des dizaines de blessés.
- Samedi 3 mai : au dîner du 102e gala annuel de l'American Jewish Committee, le premier ministre français, François Fillon a présenté sa vision de la situation économique et de la mondialisation : « la zone euro ne peut pas supporter seule le poids de l'ajustement de toutes les monnaies. [...] La mondialisation a besoin d'être politiquement organisée, économiquement régulée, socialement partagée et écologiquement maîtrisée ».
- Vendredi 9 mai : de puissantes tornades ont balayé le centre-ouest (Missouri et Oklahoma) faisant 18 morts et de nombreux dégâts.
- Mardi 13 mai : 
  - une cinquantaine de familles de victimes d'attentats à la bombe et de tirs de roquettes en Israël ont déposé plainte, devant un tribunal fédéral de New York, contre la banque suisse UBS qu'ils accusent d'avoir contribué, en traitant avec l'Iran et en lui fournissant des liquidités, à financer des actes terroristes. Selon eux, UBS a violé plusieurs lois américaines de 1996 interdisant aux entreprises et aux particuliers de traiter avec des États jugés comme soutenant le terrorisme. En 2004, l'UBS avait déjà été condamnée à une amende de 100 millions de dollars pour avoir transféré et dissimulé des liquidités de l'Iran, de Cuba et d'autres pays sujets à des sanctions;
  - la Floride décrète l'état d'urgence à la suite d'une série d'incendies qui a détruit des centaines de maisons et ravagé des milliers d'hectares;
  - le groupe Hewlett-Packard (premier constructeur mondial d'ordinateurs) acquiert la société Electronic Data Systems (no 2 mondial des services informatiques) pour 13,9 milliards de dollars. Avec 38 milliards de dollars dans les services, HP se pose désormais en rival d'IBM (53 milliards $) dans les services informatiques;
  - le groupe italien Finmeccanica annonce le rachat de l'américain DRS Technologies pour 5,2 milliards de dollars (3,4 milliards €). Cet achat permet à Finmeccanica, déjà présent avec le constructeur d'hélicoptère AgustaWestland, de pénétrer le premier marché militaire du monde.
- Mercredi 14 mai : la société Spirit AeroSystems est sélectionnée par Airbus pour participer à la fabrication du fuselage du futur long-courrier Airbus A350 XWB à partir d'une nouvelle usine en Caroline du Nord, de son usine de Malaisie et de celle de Wichita au Kansas.
- Vendredi 16 mai : la société d'électricité espagnole Iberdrola annonce qu'elle va investir 8 milliards de dollars (5,13 milliards d'euros) dans le secteur des énergies renouvelables aux États-Unis Boeing 777
American Airlines

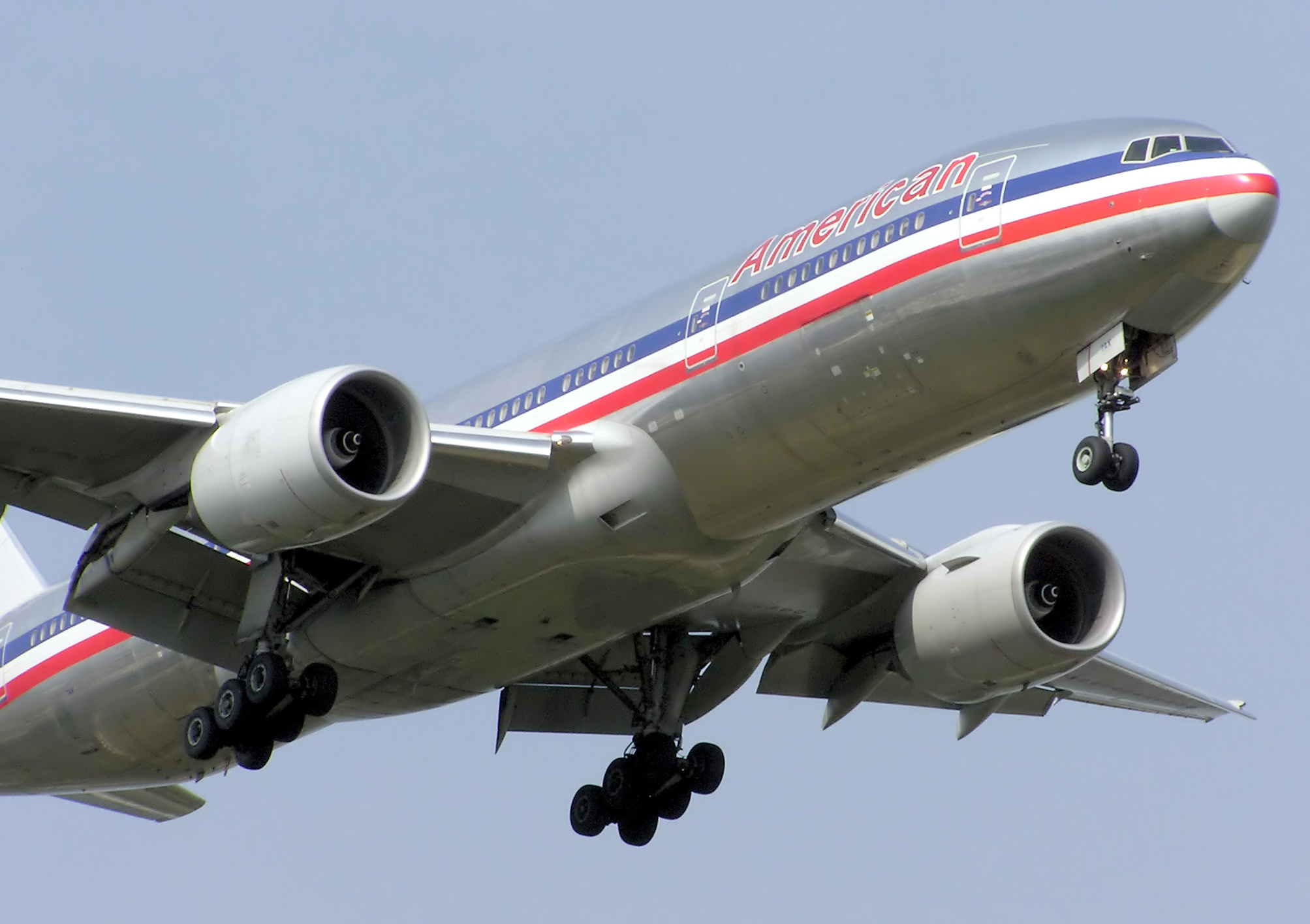
Boeing 777
American Airlines

- Mercredi 21 mai : le groupe AMR, maison mère de la compagnie aérienne American Airlines, annonce le retrait définitif de 75 avions ce qui va entraîner des réductions d'effectifs.
- Vendredi 23 mai : 
  - le bilan médical des huit dernières années du candidat John McCain est publié. Son âge — 72 ans en août prochain — menaçait de devenir un sujet de débat dans la campagne présidentielle. Il n'a aucun problème cardiaque, mais il doit surveiller son taux de cholestérol. Par contre à trois reprises, en 1993, 2000 et 2001, il a subi des interventions pour traiter des mélanomes bénins, un quatrième mélanome de 2,2 mm de profondeur, opéré aussi en 2000 présentait un « risque intermédiaire », sans aucun signe de propagation. Sa mère âgée de 96 ans est en pleine forme;
  - le français Areva, leader mondial du nucléaire, est choisi avec son partenaire américain Shaw, pour retraiter 34 tonnes de plutonium militaire dans une nouvelle usine qui sera construite à Aiken (Caroline du Sud) pour 2,7 milliards de dollars. Le plutonium sera transformé en Mox à 97 % d'uranium utilisable comme combustible dans les centrales nucléaires civiles.
- vendredi 30 mai : 
  - l'indice de l'université du Michigan qui mesure le sentiment des Américains  est tombé à 59,8 pour le mois de mai soit son plus bas niveau depuis 1980;
  - le géant du jouet, Mattel poursuit le groupe MGA Entertainment qu'il accuse d'avoir usurpé le concept de la poupée « Bratz » développé par un designer alors qu'il travaillait encore pour Mattel avant de rejoindre MGA à la fin de 2000. La poupée « Bratz » est devenue en quatre ans une très sérieuse concurrente à la poupée Barbie et serait responsable du déclin accéléré de ses ventes;
  - les compagnies United Airways et US Airways renoncent à leur projet de fusion devant l'opposition des syndicats au vu des coûts sociaux et financiers de l'intégration;
  - la Cour suprême, dans l'affaire des enfants de la secte « Fundamentalist Church of Jesus Christ of Latter Day Saints », accusée de polygamie, de rapports forcés, de pédomanie et d'abus sexuels, ordonne de rendre les 430 enfants à leur mères respectives. L'enquête a montré que le dossier de l'État du Texas comportait plusieurs faiblesses.
- Samedi 31 mai, astronomie : lancement de la navette Discovery depuis cap Kennedy avec sept astronautes à son bord vers la Station spatiale internationale. Leur mission est d'amarrer le module principal du laboratoire orbital japonais « Kibo », un grand cylindre de 11,2 mètres de long, 4,4 mètres de diamètre et d'une masse de 15,9 tonnes, pour un coût de 2,8 milliards de dollars (1,6 milliard d'euros).

### Juin
- Lundi 2 juin 2008 : le fonds Enron Creditors Recovery, chargé des recouvrements des créanciers, victimes du scandale Enron, annonce que les recouvrements obtenus dépassent 50 % des créances, soit avec 20,5 milliards de dollars, le triple de ce qui avait été escompté en 2001. Ben Bernanke
(mars 2005)
- Mardi 3 juin 2008 : 

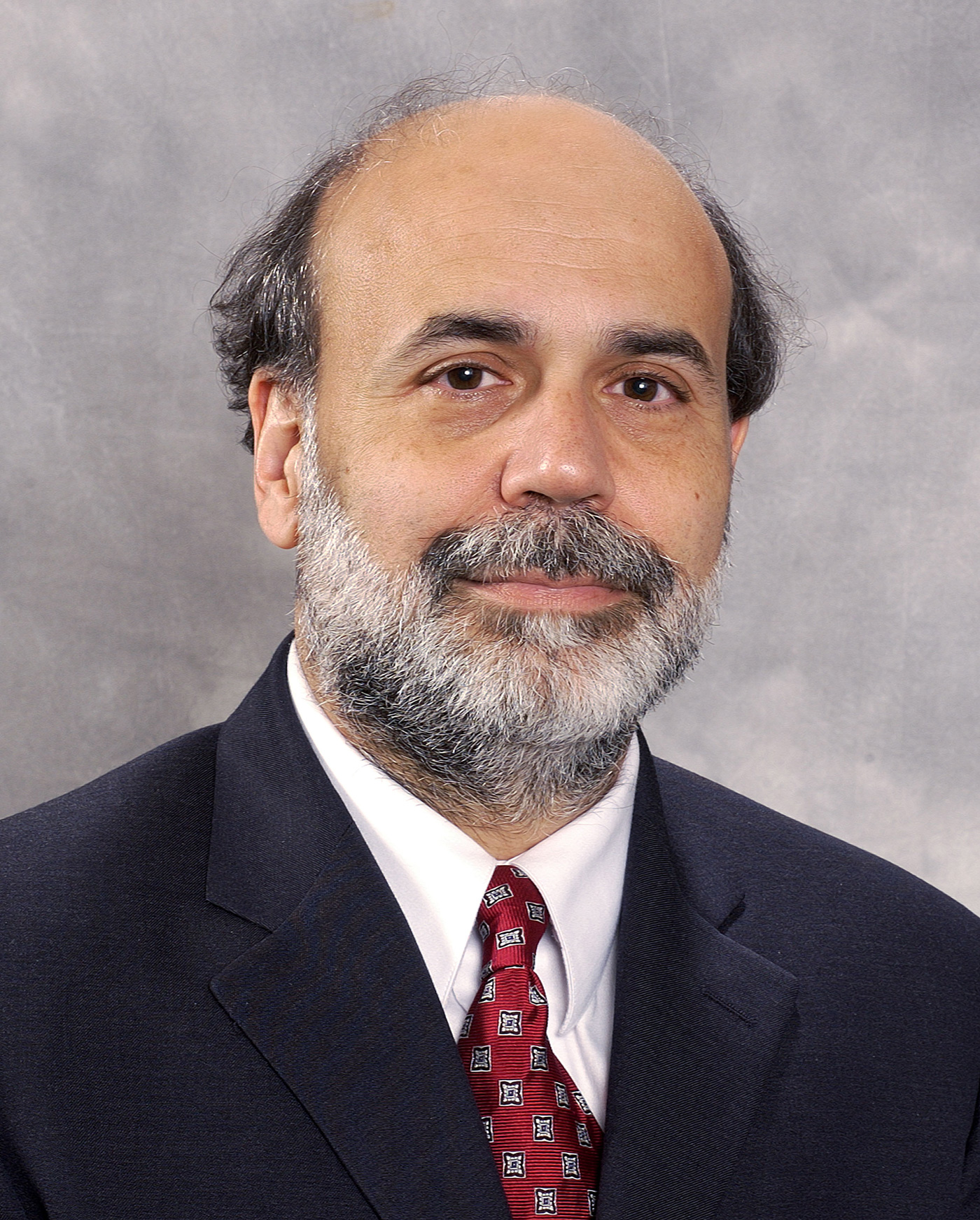
Ben Bernanke
(mars 2005)

  - Ben Bernanke, le patron de la FED déclare que la faiblesse du dollar menace de relancer l'inflation aux États-Unis, ce qui constitue une volte-face spectaculaire de son discours;
  - le candidat Barack Obama, avec la victoire dans la primaire du Montana, remporte définitivement la nomination du Parti démocrate avec 2 157 délégués contre 1 926 à Hillary Clinton;
  - le constructeur General Motors annonce le lancement d'ici 2012 d'au moins vingt modèles hybrides ou entièrement électriques. Quatre usines produisant des 4x4 et des pick-up vont être fermées.
- Mercredi 4 juin 2008 : devant l'American Israel Public Affairs Committee (AIPAC), le candidat Barack Obama déclare que « la sécurité d'Israël est sacro-sainte et non négociable » et s'engage à faire « tout, absolument tout […] pour empêcher Téhéran d'accéder à l'arme nucléaire [jusqu'à] user de la force militaire ». Il n'envisage pas le retrait des forces américaines en Irak avant deux ans et se prononce pour un renforcement de la présence américaine en Afghanistan.
- Jeudi 5 juin 2008 : 
  - début du procès devant la juridiction militaire de Guantanamo de cinq personnes accusés par le gouvernement américain d'avoir participé à la préparation des attentats du 11 septembre 2001, parmi elles : Khaled Cheikh Mohammed (pakistanais), Ali Abd al-Aziz (pakistanais), Walid ben Attash (saoudien), Ramzi ben al-Chaïba (yéménite) le logisticien et Mustafa Ahmed al-Hawsawi (saoudien) le financier;
  - Alcatel-Lucent est débouté de la plainte contre Microsoft qu'il accuse d'avoir violé quatre brevets pour sa console de jeux Xbox 360 et pour lequel il réclamait 419 million de dollars de dédommagements. Il s'agit du troisième procès entre les deux entreprises.
- Lundi 9 juin 2008 : le quatrième groupe financier de Wall Street, Lehman Brothers annonce avoir enregistré de lourdes pertes au second trimestre (2,8 milliards $) du fait des dépréciations d'actifs (3,7 milliards $) de ses crédits immobiliers résidentiels et commerciaux mais aussi des pertes de son activité de trading. Après une levée de fonds en février et avril de 5,9 milliards $, la banque annonce une nouvelle levée de 6 milliards $ du fait de la réduction (130 milliards $) de son bilan. En un an, 6 400 salariés ont été licenciés. Sa trésorerie est annoncée à 45 milliards $.
- Jeudi 12 juin 2008 : 
  - la Cour suprême, par 5 voix contre 4, a jugé que les prisonniers islamistes de Guantanamo avaient le droit de contester leur détention devant les tribunaux fédéraux, abrogeant de fait la loi votée par le Congrès en 2006 qui avait privé les détenus des droits de l'habeas corpus;
  - dans un document préparatoire à une assemblée d'évêques, le Vatican s'inquiète de l'influence croissante des sectes chrétiennes accusées de brouiller le message de la Bible, en particulier dans le débat américain actuel entre créationnistes et évolutionnistes;
  - une tornade ravage un campement de scouts dans l'Iowa et tue quatre personnes et en blesse une quarantaine d'autres;
  - le brasseur belgo-brésilien InBev (2° mondial) annonce une offre de rachat de son rival Anheuser Busch (3° mondial), pour devenir ainsi le leader mondial pour 28 milliards d'euros. Le siège nord américain du groupe resterait implanté dans le fief historique de la famille Busch à Saint Louis. Il s'agit d'une offre amicale de deux groupes dotés d'actifs similaires mais complémentaires.
- Vendredi 13 juin 2008 : 
  - trois prestigieux immeubles de Manhattan (les gratte-ciels Chrysler, General Motors et Flatiron) sont sur le point d'être vendus à des intérêts étrangers;
  - le bureau de la politique nationale de contrôle de la drogue (ONDCP), rend publique une étude sur la concentration en substance active psychoactive du cannabis. Cette concentration en THC a fortement augmenté en 25 ans dans des proportions jugées « inquiétantes ». En 1975, la teneur moyenne en THC de la résine était de 2,31 % alors qu'en 2006, elle était de 29,33 % avec un pic maximum à 37,2 %. Cette montée serait due aux améliorations génétiques de la plante et techniques des cultures;
  - selon le Washington Post, le premier prêteur hypothécaire américain, Countrywide Financial, aurait accordé des prêts immobiliers préférentiels à de nombreux élus.
- Lundi 16 juin 2008 : le bilan des dégâts causés dans l'Iowa par les rivières en crue depuis les dernières semaines est très lourd. 83 comtés sur 99 sont déclarés en situation de catastrophe naturelle, faisant au total 22 morts et 11 millions de personnes déplacées dans les neuf États du centre.
- Mardi 17 juin 2008 : 
  - au lendemain de l'entrée en vigueur d'un arrêt de la Cour suprême légalisant les unions homosexuelles, des centaines de couples homosexuels se pressent dans les bureaux d'État civil de la Californie pour obtenir des certificats de mariage;
  - la SG Private Banking annonce prendre pour 500 millions de dollars (327 M.€) une participation de 37 % dans Rockfeller Financial Services, la structure de gestion d'actifs des Rockfeller gérant 29 milliards de dollars d'actifs.
- Mercredi 18 juin 2008 : l'américain Pfizer (no 1 mondial de l'industrie pharmaceutique) et l'indien Ranbaxy (no 1 mondial des médicaments génériques), trouvent au accord sur l'utilisation du brevet du Lipitor, le médicament le plus vendu au monde avec 12,7 milliards de dollars de ventes annuelles. Ce médicament indiqué dans le traitement du cholestérol est protégé jusqu'en 2010. Après cette date, Pzifer conservera, aux États-Unis, son droit d'exploitation exclusif jusqu'au 30 novembre 2011 puis Ranbaxy pourra bénéficier d'une exclusivité de droits d'exploitation du générique accordé par la FDA pendant 180 jours.

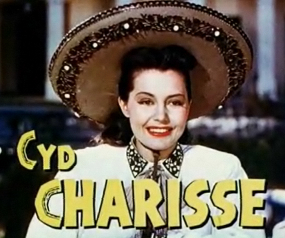
dans Sénorita Toréador (1947)

- Jeudi 19 juin 2008 : mort à Los Angeles de l'actrice Cyd Charisse (87 ans). Elle fut une des stars mythique de la grande époque de la comédie musicale américaine.
- Mardi 24 juin 2008 : selon une étude du Pew Forum, portant sur 35 000 personnes : 92 % des Américains sont croyants, dont 51,3 % sont protestants, 23,9 % catholiques, 1,7 % mormons, 1,7 % juifs, 0,7 % bouddhistes, 0,4 % musulmans et 0,4 % hindous.
- Mercredi 25 juin 2008 :
  - se basant sur le 8e amendement, la Cour suprême confirme que la peine de mort ne doit s'appliquer qu'aux meurtriers et non pas aux violeurs d'enfants de moins de treize ans, rendant inconstitutionnelle une loi de Louisiane adoptée en 1995;
  - le FBI démantèle un vaste réseau de 389 pédomanes impliqués dans la prostitution d'enfants et s'étendant sur onze États. 21 enfants ont pu être sauvés;
  - la société française Nexans inaugure la ligne du plus long et du plus puissant câble électrique supraconducteur au monde, installée à Long Island près de New York. Il s'agit d'une liaison souterraine triphasée de 600 mètres d'une puissance transportée de 574 mégawatts.
- Jeudi 26 juin 2008 :
  - la Cour suprême invalide une loi prise par la ville de Washington qui interdisait depuis 1975 ses habitants à détenir une arme de poing et confirme le droit de chaque Américain à posséder une arme de feu et à s'en servir dans les cas d'autodéfense. Malgré cette interdiction la capitale est la ville proportionnellement la plus criminogène[2];
  - le groupe Air France-KLM accepte de payer l'amende de 350 millions de dollar pour entente illicite sur les prix du fret aérien aux États-Unis.
- Vendredi 27 juin 2008 : Hillary Clinton se rallie officiellement à Barack Obama et assiste à son premier meeting unitaire dans la petite ville d'Unity (New Hampshire) devant quelque trois mille personnes.

### Juillet
- Pour la première fois depuis juillet 1991, les États-Unis entrent en récession économique : - 0,3 % de croissance.

### Septembre
- Passage de l'Ouragan Ike causant 82 morts.
- Lundi 15 septembre 2008 : faillite de la banque d'affaire Lehman Brothers.
- Mardi 30 septembre 2008 : mise en fonction du United States Africa Command.

### Octobre
- Lundi 6 octobre 2008 : krach sur les marchés mondiaux. La bourse de New York enregistre une baisse de 21 %.
- Mardi 28 octobre 2008 : la monnaie européenne atteint son plus bas annuel autour de 1,233 dollar pour 1 euro.

### Novembre
- Lundi 3 novembre 2008 : 
  - L'islamiste yéménite, Ali Hamza Ahmad al-Bahlul, emprisonné sur la base navale américaine de Guantanamo, a été condamné à la prison à vie pour terrorisme par le tribunal militaire d'exception (selon le Pentagone).
  - mois d'octobre catastrophique pour les ventes de véhicules : groupe General Motors -45 % (170 585 véhicules), groupe Toyota -25,9 % (152 101 véhicules), groupe Ford -30,2 % (132 838 véhicules), Nissan -33,3 %, Daimler -24,5 %, Porsche -50,1 %. Le nouveau président Barack Obama
(octobre 2005)
- Mardi 4 novembre 2008 : 

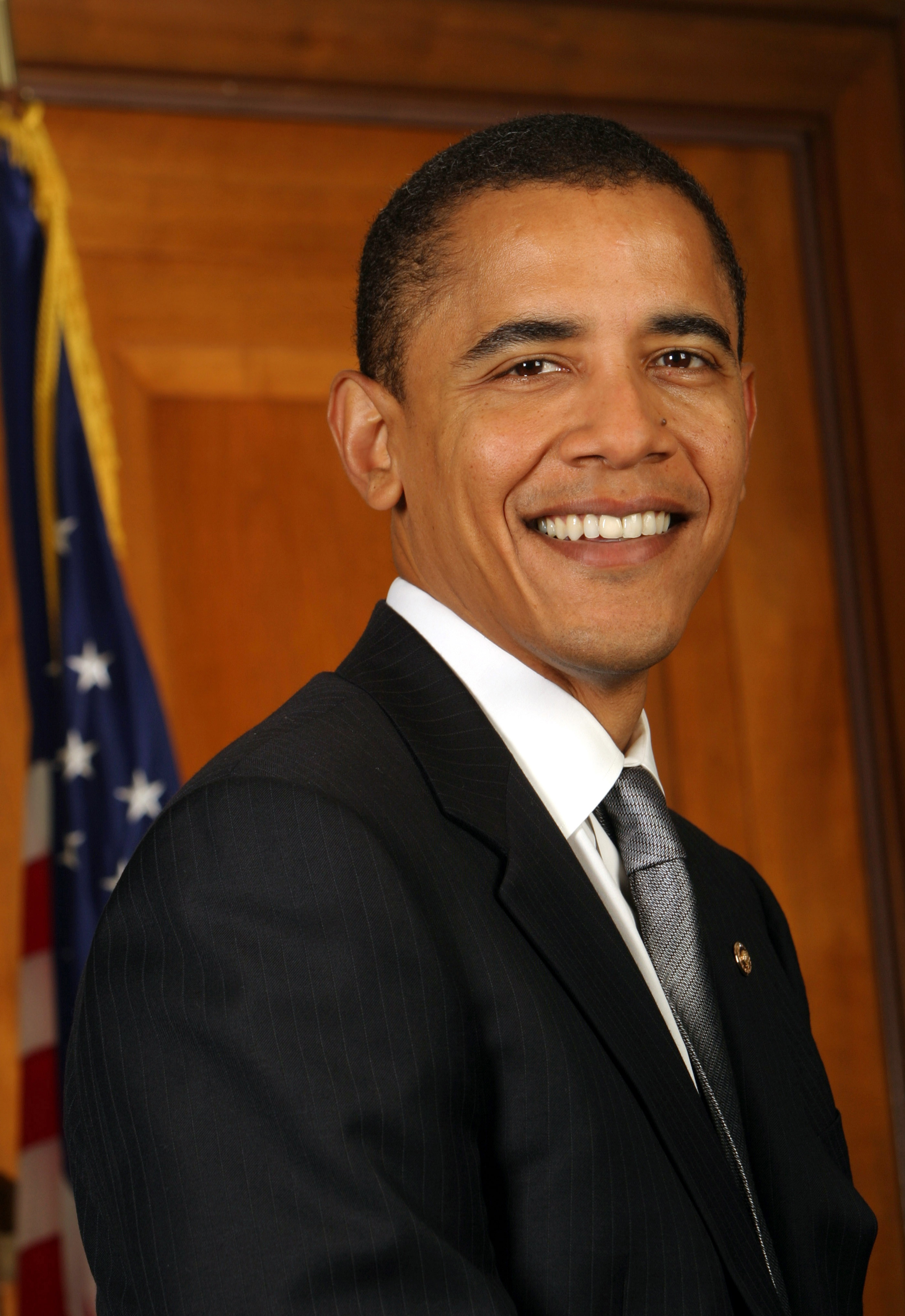
Le nouveau président Barack Obama
(octobre 2005)

  - élection présidentielle. Le démocrate Barack Obama l’emporte contre le républicain John McCain avec 53 % des suffrages contre 46 % et 365 voix au collège des grands électeurs contre 173[3],[4]. Il est aussi le premier président noir des États-Unis. Participation record de 64 %, la plus forte depuis 1908;
  - le parti démocrate remportent la majorité absolue à la chambre des représentants (257 députés et 59,1 % des sièges) et la majorité des 3/5 au sénat (58 sénateurs et 2 indépendants). Cette majorité était nécessaire pour faire adopter les lois de la future administration Obama sans risque de blocage par le parti républicain.
- Mercredi 5 novembre 2008 : premier discours officiel du nouveau président[5] devant 65 000 de ses partisans rassemblées à Chicago. Il salue « une nouvelle aube du leadership américain ».
- Vendredi 7 novembre 2008 : le groupe General Motors demande à l'État fédéral une aide sans condition de 25 milliards de dollars pour éviter la faillite.
- Lundi 10 novembre 2008 : selon une étude parue dans Newsweek, les plus grandes batailles de la campagne présidentielle 2008 se sont jouées sur YouTube, conférant à la chaîne internet le statut de lieu politique majeur avec plus de 81 millions de visiteurs par mois et 13 heures de vidéo téléchargées par minute[6].
- Jeudi 12 novembre 2008 : abandon du plan Paulson au profit d'une recapitalisation des banques.
- Jeudi 13 novembre 2008 : les nouvelles demandes d'allocations chômage se sont élevées à 516 000. Au total 3,897 millions de chômeurs sont indemnisés, soit un plus haut depuis janvier 1983. 6,6 % de chômeurs.
- Vendredi 14 novembre 2008 : la publication des chiffres des ventes de détail aux États-Unis indique -2,8 % en octobre par rapport à septembre, ce qui représente la plus forte baisse de cet indice depuis son lancement sous sa forme actuelle en 1992.
- Samedi 15 novembre 2008 :
  - le gouvernement présente le nouveau « visa électronique », un système électronique préalable d'autorisation de voyage des étrangers vers les États-Unis, qui s'appliquera aux trajets par air ou mer, et devrait remplacer les formulaires actuels à partir de janvier 2009. Les renseignements demandés porteront sur l'identité du voyageur, sur les détails de son voyage, sur son état de santé et sur son passé criminel[7];
  - le nouveau président Barack Obama n'assiste pas à la réunion du G20 organisée à Washington, choisissant de se tenir à l'écart du sommet afin de ne pas perturber l'action  de l'administration sortante : « Il n'y a qu'un seul président à la fois ». Il ne devrait recevoir aucun dirigeant étranger d'ici à sa prise de fonctions le 20 janvier. Il a cependant dépêché à Washington deux émissaires : l'ex-secrétaire d'État Madeleine Albright et l'ancien parlementaire républicain Jim Leach, pour des rencontres en marge du sommet avec certains dirigeants[8];
  - le Congrès à majorité démocrate, pousse à l'adoption d'un plan de relance de 60 à 100 milliards de dollars, prévoyant des investissements dans les infrastructures et des aides aux propriétaires incapables de rembourser leur emprunt immobilier;
  - un important incendie ravage la banlieue de Los Angeles détruisant plusieurs centaines de maisons à Santa Barbara et à Sylmar.
- Dimanche 16 novembre 2008 : une pétition a regroupé de nombreuses personnalités en Israël et a été remise au président israélien Ehud Olmert pour demander au président George W. Bush d'accorder sa grâce présidentielle à l'espion juif américain, Jonathan Pollard. Ancien analyste de la Navy, il a été condamné à la prison à perpétuité pour avoir fourni à Israël, de mai 1984 à son arrestation en novembre 1985, des milliers de documents classés secret défense, sur les activités d'espionnage des États-Unis, principalement dans les pays arabes.
- Lundi 17 novembre 2008 : 
  - le nouveau président Barack Obama et John McCain se rencontrent pour discuter de la possibilité de travailler ensemble : « En ce moment fondateur de l'histoire, nous croyons que les Américains de tous partis souhaitent et ont besoin que leurs responsables travaillent ensemble pour changer les mauvaises habitudes de Washington, de telle sorte que nous puissions résoudre les défis communs et urgents de notre temps […] Nous espérons travailler ensemble dans les jours et les mois à venir sur des défis essentiels comme la crise financière, la création d'une nouvelle économie de l'énergie et la protection de notre sécurité nationale »;
  - le groupe automobile General Motors annonce la vente de sa participation de 3,2 % dans Suzuki pour 180 millions $;
  - la banque Citigroup annonce la suppression de 50 000 postes sur les 350 000 personnes qu'elle emploie de par le monde;
  - le cheikh Abdulla bin Hamad Al Khalifa, fils aîné du roi de Bahreïn, engage une procédure judiciaire contre la popstar Michael Jackson qui aurait reçu de lui 7,7 millions de dollars contre la promesse de produire un disque, d'écrire une autobiographie et de jouer dans une comédie musicale, ce que le chanteur nie et assure que l'argent reçu était un cadeau[9];
  - l'incendie de Los Angeles continue son œuvre de destruction attisé par des vents violents : plus de 8 000 hectares brûlés, 50 000 personnes évacuées et un millier de résidences détruites depuis le début.
- Mardi 18 novembre 2008 : 
  - le secrétaire au Trésor Henry Paulson déclare qu'il ne puisera pas davantage dans les 700 milliards de dollars mis à sa disposition par le Congrès pour sauver les banques d'ici à la prise de fonction du président Barack Obama, le 20 janvier. 290 milliards ont déjà été distribués par le Trésor;
  - le sénateur indépendant Joe Liberman, qui lors de la présidentielle avait fait campagne pour John McCain en l'accompagnant dans plusieurs meetings et en critiquant vertement le candidat Barack Obama, est réintégré dans le groupe démocrate : « Il y a certaines déclarations que l'on m'attribue sur Barack Obama qui ne sont tout simplement pas vraies, il y a d'autres déclarations que j'aurais voulu faire plus clairement, et il y en a d'autres que j'aurais voulu ne pas faire [...] Je pense que cela a été fait dans un esprit de réconciliation. J'apprécie le respect pour mon indépendance d'esprit et pour ce que je suis »[10];
  - un chef d'entreprise, né en Chine et naturalisé américain, plaide coupable devant le tribunal fédéral de Norfolk (Virginie Est), d'avoir, entre janvier 2003 et octobre 2007, fourni à la République populaire de Chine des informations sur « un système de moteur cryogénique pour des lanceurs »[11];
  - le vice-président Dick Cheney est inculpé pour « conflit direct d'intérêt » dans une affaire de prisons privées au Texas[12].
  - Le groupe automobile Chrysler annonce être désormais à court de liquidités pour pouvoir fonctionner normalement et demande un prêt relais immédiat de l'État fédéral;
  - selon le rapport du Comité consultatif de recherche sur les maladies des anciens combattants de la guerre du Golfe, quelque 700 000 anciens combattants de la guerre de 1990-1991, souffrent du syndrome de la guerre du Golfe, dû à une exposition à des substances chimiques toxiques dont des pesticides utilisés contre la mouche des sables et à un médicament prescrit pour protéger les soldats contre des gaz neurotoxiques.
- Mercredi 19 novembre 2008 : 
  - en réaction, au message d'Ayman al-Zawahiri, no 2 d'al-Qaïda, traitant le nouveau président Barack Obama d' « esclave noir » au service des Blancs, la porte-parole de la Maison-Blanche qualifie ses déclarations comme « méprisables », « pathétiques » et « irrationnelles » : « Ils s'en prennent à tout ce qui est américain, ils ne font que chercher des cibles faciles, verbalement et physiquement. C'est bien pourquoi nous devons les arrêter » ;
  - le constructeur aéronautique Boeing annonce la prochaine suppression de 800 emplois dans sa division défense sur le site de production de Wichita (Kansas).
- Jeudi 20 novembre 2008 :
  - un juge fédéral estime que 5 des 6 Algériens emprisonnés au camp de Guantanamo sont détenus illégalement et ordonne leur libération;
  - l'agence Associated Press annonce la prochaine baisse de ses effectifs de 10 %. Coopérative appartenant à 1 500 journaux, elle emploie 4 100 salariés dont 3 000 journalistes. Dernièrement elle avait du procéder à une importante augmentation de tarif ce qui a entraîné les protestations de nombreux journaux malmenés par la baisse de leurs recettes publicitaires;
  - la Bank of New York Mellon, spécialisée dans la gestion d'actifs et la conservation de titres, annonce la suppression de 1 800 postes de travail sur 43 000. Elle avait obtenu 3 milliards de dollars de l'État fédéral pour une opération de recapitalisation sur fonds publics;
  - le ministre de la Justice (((Attorney General)(( Michael Mukasey (67 ans), victime d'un malaise grave alors qu'il prononçait un discours, a été hospitalisé en urgence à Washington[13]. Il ne s'agirait qu'un état général de fatigue.
- Samedi 22 novembre 2008 : le président Barack Obama nomme Robert Gibbs comme porte-parole de la Maison-Blanche dans sa nouvelle administration. Durant la campagne présidentielle, il fut son directeur de communication.
- Dimanche 23 novembre 2008 : 
  - les autorités fédérales annonce un plan d'aide au groupe bancaire Citigroup, par lequel elles s'engagent à garantir 306 milliards de dollars d'actifs, en échange d'une prise de participation;
  - les démocrates préparent un nouveau et vaste plan de relance économique et de dépenses publiques qui pourrait se monter à 700 milliards de dollars sur deux ans.
- Lundi 24 novembre 2008 : 
  - Timothy Geithner (47 ans) est officiellement nommé secrétaire au Trésor dans la nouvelle administration de Barack Obama et Lawrence Summers est choisi pour diriger le Conseil économique national;
  - la Screen Actors Guild, syndicat majoritaire regroupant 120 000 acteurs américains, décide d'appeler à la grève à la suite de l'échec des négociations entreprises avec l'Alliance des producteurs de cinéma et de télévision (AMPTP)[14]. Robert Gates
(décembre 2006)
- Mardi 25 novembre 2008 : 

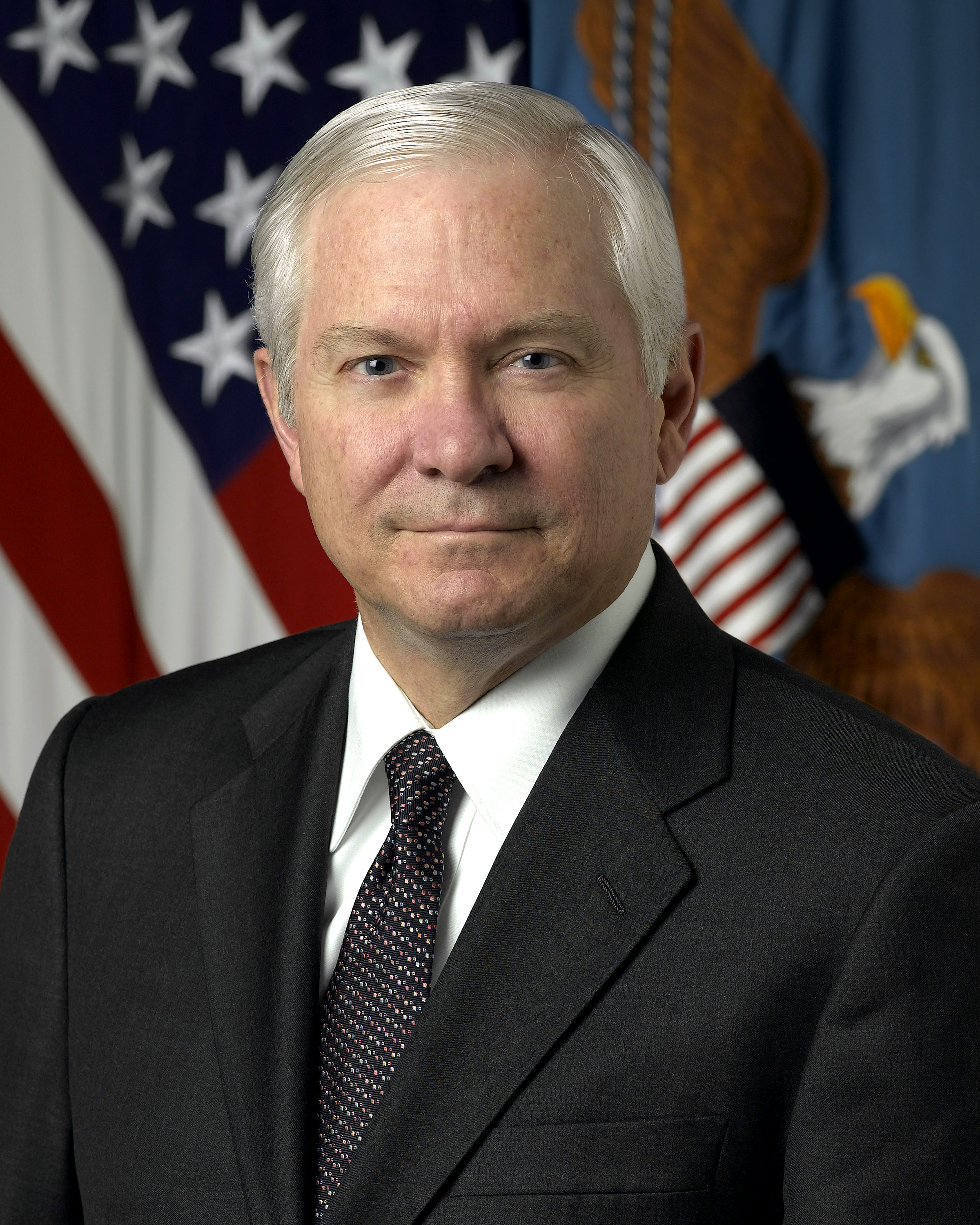
Robert Gates
(décembre 2006)

  - la Maison-Blanche juge préoccupants les nouveaux chiffres de l'économie américaine;
  - Peter Orszag est officiellement nommé Directeur du bureau de la Gestion et du Budget dans la nouvelle administration de Barack Obama qui déclare : « la réforme du budget n'est pas une option, c'est un impératif […] Nous allons devoir examiner notre budget fédéral page par page, ligne par ligne et faire des coupes dans les dépenses non nécessaires […] Je demanderai à mon équipe économique de penser et d'agir de manière neuve […] Nous devons redémarrer l'économie mais nous devons être sûr que nos investissements seront sages et que nous n'allons pas gaspiller de l'argent; »
  - le président Barack Obama demande au secrétaire à la Défense actuel, Robert Gates, de rester à son poste pour au moins une année, ce qui permettrait au nouveau président de bénéficier d'une période d'état de grâce sur les questions de défense, en laissant les problèmes militaires à un expert tandis que le gouvernement se concentrera sur la crise économique et financière;
  - le groupe ArcelorMittal, no 1 mondial de l'acier, annonce la suppression de 2 400 postes dans son usine américaine de Burns Harbor (Indiana).
- Mercredi 26 novembre 2008 : l'ancien président de la Réserve fédérale, Paul Volcker est nommé, dans la nouvelle administration de Barack Obama, à la tête d'une nouvelle équipe de conseillers économiques chargée de trouver des solutions à la crise.
- Vendredi 28 novembre 2008 : l'Américaine Edna Parker, doyenne de l'humanité depuis plus d'un an, est morte mercredi à l'âge de 115 ans et 220 jours. Originaire de Shelbyville (Indiana), elle est née le 20 avril 1893.

### Décembre

#### du1erau 10 décembre
- Lundi 1er décembre 2008 :

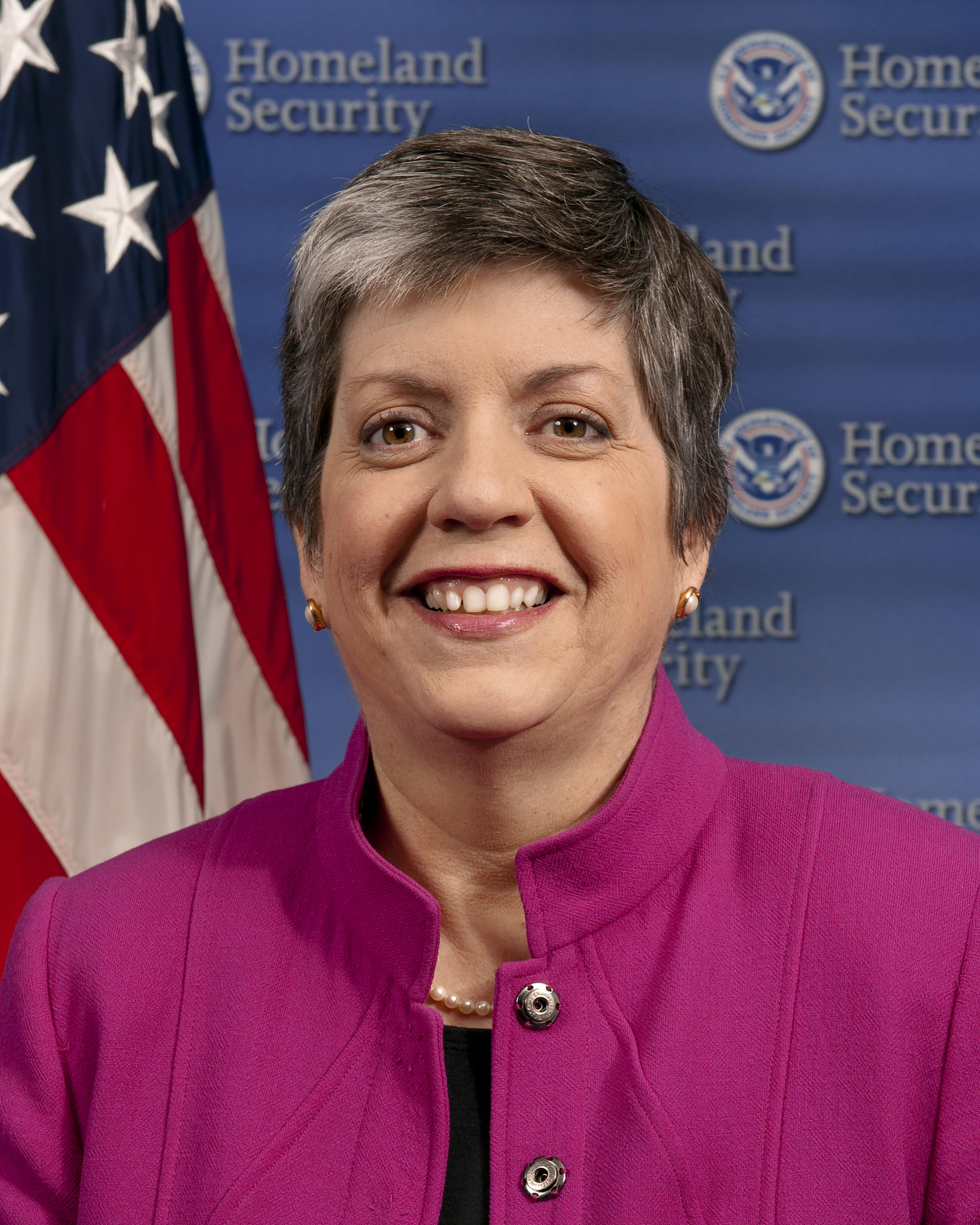
Janet Napolitano, 2009

  - nouvelle administration de Barack Obama :
    - Hillary Clinton est officiellement nommée secrétaire d'État — ministre des Affaires étrangères — elle souhaite rétablir le rang des États-Unis comme « force positive de changement » dans le monde. Au sujet des différentes crises mondiales, elle estime que « l'Amérique ne peut les résoudre sans le reste du monde et le reste du monde ne peut les résoudre sans l'Amérique » ;
    - la gouverneure de l'Arizona Janet Napolitano est choisie pour diriger le département de la Sécurité intérieure ;
    - Eric Holder est nommé au poste de ministre de la Justice ;
    - l'actuel secrétaire à la Défense Robert Gates de l'administration Bush est confirmé dans sa fonction pour au moins une année avec comme mission de « finir la guerre en Irak de façon responsable » en transférant progressivement le contrôle aux Irakiens ;
    - et la diplomate Susan Rice est nommée ambassadrice aux Nations unies.

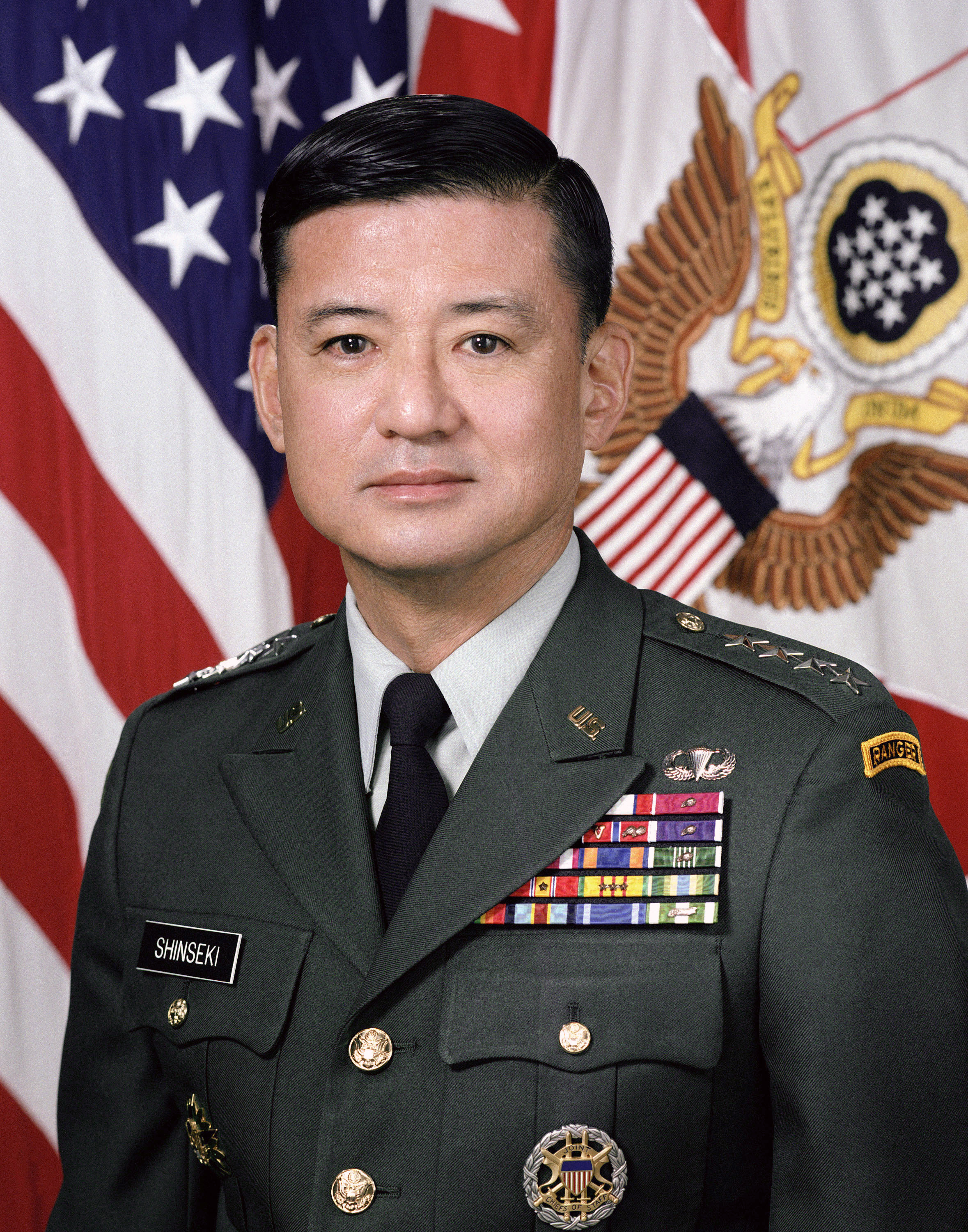
Eric Shinseki
(avril 1999)

  - le président Barack Obama, s'est dit « absolument déterminé à éliminer la menace du terrorisme » après les attentats de Bombay et à utiliser toute la puissance de son pays pour « éliminer la menace du terrorisme », s'engageant à ce que les forces armées américaines restent « les plus fortes sur la planète »;
  - selon le Bureau national de la recherche économique (NBER), qui est chargé officiellement de dater le début et la fin des cycles économiques, la récession économique a commencé aux États-Unis dès décembre 2007, marquant une longue période d'expansion continue commencée en novembre 2001. Pour le NBER, « une récession est une baisse significative de l'activité économique qui se répand à travers l'économie, durant plus de quelques mois, normalement visible dans la production, l'emploi, le revenu réel, et d'autres indicateurs »;
  - le gouverneur de la Californie, Arnold Schwarzenegger déclare l'état d'urgence fiscale et convoque une session extraordinaire de l'assemblée de Californie pour s'attaquer à l'important déficit budgétaire — 11,2 milliards de dollars de carence de recettes — creusé par la crise économique et mettre en place un plan de relance pour aider à conserver et créer des emplois, faire en sorte que les Californiens gardent leurs maisons et régler le problème de l'assurance-chômage de l'État.
- Mercredi 3 décembre 2008 : 
  - l'Algérien Ahmed Ressam, membre d'Al-Qaïda, est condamné pour la deuxième fois à 22 ans de prison par un juge fédéral de Seattle, pour avoir essayé de commettre un attentat à l'aéroport de Los Angeles fin 1999;
  - le Common Cause Partnership (Partenariat pour une cause commune) qui regroupe environ 700 congrégations anglicanes conservatrices, soit quelque 100 000 membres, annonce sa séparation avec l'Église épiscopalienne;
  - le groupe de télécommunication AT&T annonce la suppression de 12 000 emplois d'ici fin 2009, soit 4 % de ses effectifs.
- Jeudi 4 décembre 2008 : la banque de Boston, State Street annonce la suppression prochaine de quelque 1 800 postes de travail, pour les deux tiers en Amérique du Nord, soit environ 6 % de ses effectifs, dans le cadre d'une restructuration, alors qu'elle a obtenu deux milliards de dollars de fonds publics.
- Vendredi 5 décembre 2008 : 
  - le département du Travail annonce que l'économie américaine a perdu 533 000 emplois en novembre, faisant monter le taux de chômage aux États-Unis à 6,7 %, un plus haut depuis plus de quinze ans;
  - le président George W. Bush estime que le Congrès devrait agir la semaine prochaine au sujet des constructeurs automobiles américains mais que ceux-ci devraient aussi faire des « choix difficiles » non seulement pour survivre mais pour « prospérer »;
  - le constructeur automobile Chrysler qui fait face à une sérieuse crise de liquidités, annonce avoir recruté un cabinet d'avocats spécialisé dans les faillites. Il avait fait appel il y a plusieurs semaines à un cabinet d'avocats spécialisés dans les restructurations sous contrôle judiciaire, comme le permet la législation américaine encadrant le régime des faillites;
  - le huitième test d'interception du bouclier antimissile américain est réussi. Un missile-cible tiré depuis l'île de Kodiak (Alaska) a été intercepté par un contre-missile lancé depuis la base aérienne de Vandenberg (Californie). Quelque 100 milliards de dollars ont déjà été consacrés au développement de ce système de défense controversé, qui vise à contrer toute attaque à base de missile d'un État ennemi ou d'une organisation terroriste;
  - selon le Wall Street Journal, les difficultés s'accumulent pour le Boeing 787, les premières livraisons de l'avion devraient être reportées de six mois à cause des problèmes industriels (recours massif à des sous-traitants, problèmes au niveau des fixations pour l'assemblage final de la carlingue) et de la grève des mécaniciens en septembre et octobre. Les premières livraisons sont reportées à l'été 2010.
- Samedi 6 décembre 2008 :
  - un séisme a eu lieu dans le désert du Mojave (Sud de la Californie) avec une magnitude de 5,1. L'épicentre a été localisé à 188 km au nord-est du centre ville de Los Angeles, à 57 km de la ville de Barstow, à une profondeur de 5,9 km;
  - le président Barack Obama annonce qu'il mettra en œuvre le plus important plan d'investissement dans les infrastructures américaines depuis les années 1950 et s'engage à accroître l'accès à internet à haut débit pour les Américains de façon que « chaque enfant puisse se connecter en ligne »;
  - procès à Washington de cinq agents de sécurité de la société américaine Blackwater, accusés d'avoir tué 17 Irakiens le 16 septembre 2007. Alors qu'ils escortaient un convoi diplomatique, ils avaient ouvert le feu à un carrefour de Bagdad, tuant 17 civils et en blessant plus d'une vingtaine;
  - la société 3M annonce une nouvelle suppression de 1 800 postes s'ajoutant au millier déjà annoncé;
  - le  directeur de l'Agence de renseignement, Michael Hayden, reconnait que ses services avaient détruit en 2005 plusieurs bandes enregistrées en 2002 et montrant des enquêteurs chargés d'interrogatoires utilisant des techniques très controversées. Eric Shinseki 
 (avril 1999)
- Dimanche 7 décembre 2008 : 
  - le président Barack Obama annonce la nomination du général de réserve Eric Shinseki à la tête du ministère des Anciens Combattants dans la nouvelle administration;
  - décès de l'héritière Martha von Bülow qui avait fait la « une » de la presse, au début des années 1980, lorsque son époux avait été inculpé de tentative de meurtre contre elle. Un film Le Mystère von Bülow (Reversal of Fortune) avait été réalisé en 1990 sur cette affaire par Barbet Schroeder;
  - le président Barack Obama déclare lors d'une conférence de presse à Chicago (Illinois) que les propriétaires d'armes à feu n'ont « rien à craindre » de la part de la future administration. Le commerce des armes à travers le pays a enregistré des ventes en hausse de 10 %, alors que nombre d'Américains craignent l'annonce de futures restrictions sur les ventes d'armes par la future administration qui entrera en fonction en janvier. Le président est favorable à un contrôle des ventes d'armes, mais il dit vouloir respecter le droit de porter une arme, pratique inscrite dans le deuxième amendement de la Constitution : « Je suis pour une loi de bon sens sur la sécurité concernant les armes, et je suis pour le second amendement […] donc, les propriétaires d'armes en règle n'ont rien à craindre ».
- Lundi 8 décembre 2008 : le groupe de presse Tribune Company, propriétaire de plusieurs quotidiens influents comme le Los Angeles Times et le Chicago Tribune, se place sous la protection de la loi sur les faillites.
- Mardi 9 décembre 2008 : 
  - le gouverneur démocrate de l'Illinois, Rod Blagojevich (51 ans) est arrêté sur des accusations de corruption de la part des procureurs fédéraux. Il est accusé d'avoir voulu vendre au plus offrant le poste de sénateur précédemment occupé par le nouveau président Barack Obama et d'avoir menacé de suspendre l'aide de l'État de l'Illinois au groupe de presse du Chicago Tribune afin de « provoquer une purge des éditorialistes du journal », critiques avec lui. Il est aussi impliqué dans l'affaire Tony Rezko, un proche de Barack Obama, reconnu coupable en juin de fraude, blanchiment d'argent et de corruption. Rod Blagojevich avait été élu en 2003, sur la promesse de nettoyer la culture de corruption qui avait entouré son prédécesseur, le républicain George Ryan, qui purge une peine de 6 ans et demi de prison pour corruption[15];
  - le président George W. Bush, dans un discours à l'académie militaire de West Point, affirme la nécessité pour les États-Unis de maintenir la pression au-delà de sa présidence sur les régimes qui cherchent à se doter d'armes de destruction massive et qui soutiennent le terrorisme.
- Mercredi 10 décembre 2008 : le groupe Toyota annonce des journées de chômage technique dans ses deux usines de l'Indiana et au Kentucky et dans son usine de Californie codétenue avec General Motors.

#### du 11 au 20 décembre
- Jeudi 11 décembre 2008 :
  - selon le centre d'information sur la peine de mort, Death Penalty Information Center (DPIC), 111 personnes ont été condamnées à mort en 2008 aux États-Unis et 37 autres ont été exécutées (115 et 42 en 2007). Toutes les exécutions de 2008 ont eu lieu après la décision de la Cour suprême du 16 avril, mettant fin à un moratoire de fait de presque sept mois sur les injections mortelles[16];
  - l'assureur AIG met en vente plusieurs de ses filiales pour un montant total de 15 milliards US$, dont son activité américaine d'assurances aux particuliers (notamment automobile et habitation) pour 5 milliards de dollars et sa filiale Alico (assurance vie, santé et retraite), très implantée au Japon, pour 10 milliards. Une autre de ses filiales Hartford Steam Boiler (énergie) intéresserait des repreneurs. AIG a échappé à la faillite grâce à une aide de 152 milliards de l'État américain mais s'est engagé à des cessions d'actifs pour rembourser une partie de l'argent prêté;
  - la chambre des représentants adopte le projet de loi autorisant jusqu'à 15 milliards de dollars de prêts à l'industrie automobile américaine, par 237 voix contre 170. Les trois constructeurs avaient initialement réclamé 34 milliards;
  - nouvelle administration du président Barack Obama :
    - l'ancien leader de la majorité démocrate au Sénat Tom Daschle devrait être désigné secrétaire à la Santé et aux services sociaux. Il aura la charge de mettre en œuvre l'une des grandes promesses de campagne du démocrate, réformer le système de santé d'un pays où près de 46 millions de personnes n'ont pas de couverture maladie;
    - le professeur Steven Chu, prix Nobel de physique 1997 et spécialiste du changement climatique et partisan affirmé de la recherche dans les énergies renouvelables et alternatives, est nommé secrétaire à l'Énergie. Il aura la charge de mettre en œuvre une nouvelle approche des États-Unis en matière de climat et d'énergie;

  - la Bank of America — première banque américaine — annonce qu'elle comptait supprimer près de 35 000 postes de travail dans les trois ans, à la suite du rachat de la banque d'affaires Merrill Lynch et en raison du « mauvais climat économique ».
- Vendredi 12 décembre 2008 : 
  - le narcotrafiquant colombien Diego Montoya (en), alias « Don Diego », dont le cartel a exporté jusqu'à 70 % de la cocaïne vendue aux États-Unis et en Europe, est extradé vers la Floride;
  - affaire Madoff : un gérant de hedge fund — parmi les trois plus importants — aurait escroqué ses clients — de riches particuliers, d'autres hedge funds, des banques et des compagnies d’assurance — pour un montant de 50 milliards US$[17];
  - le constructeur automobile General Motors va au premier trimestre 2009 mettre en chômage technique de nombreuses usines représentant 30 % de ses capacités de production en Amérique du Nord;
  - la Réserve fédérale américaine (Fed) a annoncé aujourd'hui avoir acheté trois milliards de dollars supplémentaires d'obligations émises par les organismes de refinancement hypothécaire Fannie Mae et Freddie Mac. La Fed avait déjà racheté 5 milliards de dollars de dette de Fannie Mae et Freddie Mac lors d'une opération similaire la semaine précédente[18]. Van Johnson dans L'Île enchantée (1947)
- Samedi 13 décembre 2008 : 

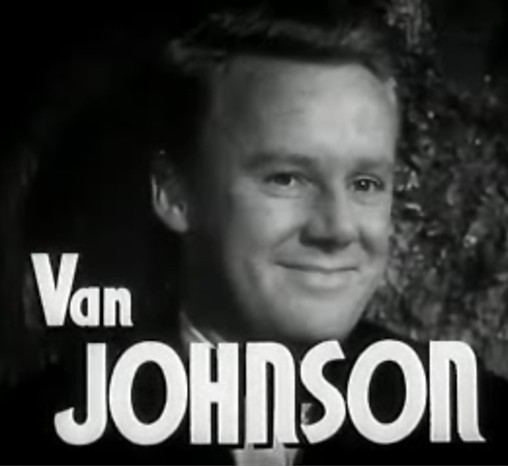
Van Johnson dans L'Île enchantée (1947)

  - décès de l'acteur Charles Van Johnson (92 ans), vedette des années 1940 et 1950;
  - des assaillants masqués incendient 11 camions et 13 conteneurs de l'OTAN destinés à ravitailler les troupes étrangères en Afghanistan, 19 autres ont pu être sauvés;
  - nouvelle administration du président Barack Obama : l'architecte Shaun Donovan, un ancien de l'équipe d'Hillary Clinton et actuel commissaire au Logement pour la ville de New York, est nommé au poste de secrétaire au Logement et au Développement urbain, avec l'objectif de relancer un secteur sinistré par la crise immobilière. Selon le président, Shaun Donovan « va apporter à cette fonction importante une nouvelle manière de penser, débarrassée des vieilles idéologies et des idées dépassées ». À New York, il a contribué à la création du plus important plan de logement à prix modéré jamais mis en place aux États-Unis.
- Lundi 15 décembre 2008 :
  - la Cour suprême décide que les fumeurs pouvaient poursuivre le cigarettier Altria, ainsi que les autres fabricants du secteur, pour les avoir trompés en appelant leurs cigarettes light alors qu'elles n'étaient pas moins nocives pour leur santé;
  - le groupe allemand de construction électrique Siemens est condamné à une amende record de 800 millions de dollars pour avoir eu recours à la corruption pour obtenir des contrats. Il avait dernièrement été condamné à une amende de 395 millions d'euros par la justice allemande;
  - affaire Anthony Pellicano : Le « détective des stars » Anthony Pellicano (64 ans) est condamné à 15 ans de prison ferme pour avoir effectué des écoutes téléphoniques illégales au profit de grands noms de Hollywood[19]. Il a été jugé coupable de 78 chefs d'accusation.
- Mardi 16 décembre 2008 :
  - affaire Bernard Madoff : le Securities Investor Protection Corporation, l'organisme chargé de protéger les intérêts des investisseurs clients de sociétés de courtage, estime que l'étendue des fraudes soupçonnées et l'état des comptes de la société rendaient ce dossier particulièrement difficile. La mise en liquidation de la société du gestionnaire de fonds Bernard Madoff a été prononcée et les investisseurs ne doivent pas se faire d'illusions sur le montant des sommes pouvant être recouvrées. L'escroquerie porterait sur 50 milliards US$;
  - la banque d'affaires américaine Goldman Sachs annonce une perte nette trimestrielle de 2,12 milliards US$ pour le quatrième trimestre 2008. Il s'agit de ses premières pertes depuis son entrée en bourse en 1999;
  - l'indice des prix à la consommation a baissé en novembre de 1,7 % par rapport au mois précédent en données corrigées des variations saisonnières, enregistrant son plus fort recul depuis sa publication en 1947, selon les données officielles;
  - nouvelle administration du président Barack Obama : L'inspectrice en chef des écoles de Chicago (Illinois) est nommée secrétaire à l'Éducation. Elle a pour mission de restructurer l'école publique aux États-Unis et de réformer la politique éducative de l'administration Bush, accusée d'avoir favorisé l'apprentissage par cœur et le bachotage, mais sans entrer en conflit avec les puissants syndicats de l'éducation, qui ont soutenu la campagne du candidat démocrate[20];
  - la Réserve fédérale annonce une baisse spectaculaire et historique de son taux directeur à un niveau jamais vu en lui assignant une marge de fluctuation allant de 0 à 0,25 %. Elle a aussi indiqué qu'elle allait intervenir massivement pour acheter des titres sur les marchés[21];
  - le président George W. Bush, en faisant référence aux interventions de l'État fédéral auquel il a consenti au cours des derniers mois face à la crise de l'immobilier, puis du crédit, et à l'intervention qui se prépare en faveur des constructeurs automobiles américains, déclare dans un entretien à CNN, qu'il a « abandonné les principes de l'économie de marché pour sauver le système d'économie de marché » et qu'il est « désolé » d'avoir dû le faire mais dit « veiller à ce que l'économie ne s'effondre pas ». Les limites de l'intervention publique et de la libre entreprise sont l'un des enjeux de la querelle politique en cours sur les moyens de venir en aide aux constructeurs automobiles menacés de faillite.
- Mercredi 17 décembre 2008 :
  - affaire Bernard Madoff : l'escroc aurait été couvert par un proche, membre de la SEC, aujourd'hui époux de sa nièce. Le président de la SEC, Christopher Cox a reconnu que « des allégations crédibles et précises portant sur les méfaits de M. Madoff ont été portées à l'attention du personnel de la SEC de manière répétée depuis au moins 1999, mais n'ont jamais été signalées à la commission pour qu'elle agisse »[22]. La banque française Société générale a rompu ses relations avec l'escroc dès 2003 après avoir procédé à un examen approfondi de sa stratégie d'investissement (due diligence)[23];
  - le groupe français EDF annonce l'acquisition de 49,99 % activités de production et d'exploitation nucléaire du groupe Constellation Energy pour un montant de 4,5 milliards US$ (3,3 milliards €). Il détenait déjà 9,5 % de la société dont la capacité de production se monte à 4 000 MW. De plus EDF s'engage dans une option de vente d'actifs (jusqu'à deux milliards US$) de production d'électricité à partir d'énergie non nucléaire (5 000 MW de capacité);
  - nouvelle administration du président Barack Obama : Tom Vilsack (58 ans), ancien gouverneur du Iowa, est nommé secrétaire à l'Agriculture. Parmi les dossiers qu'il aura à traiter, l'application de la loi votée en juin par le Congrès américain engageant environ 290 milliards de dollars sur cinq ans pour des programmes alimentaires et des subventions à l'agriculture, et la question des biocarburants;
  - le président George W. Bush, dans un discours sur la sécurité intérieure, déclare : « Comme la lutte contre le communisme pendant la guerre froide, la lutte contre le terrorisme sera le conflit d'une génération, il continuera longtemps après ma présidence. [Son administration qui] prend fin le mois prochain laissera derrière elle les institutions et les outils dont notre pays a besoin pour prendre le dessus dans la longue lutte qui s'annonce […] Les autorités fédérales, des États, et les forces de police locales travaillent ensemble plus qu'auparavant […] Dans le monde entier, nous chassons les terroristes de leurs refuges et nous étouffons leurs sources de financement […] Ensemble, avec nos alliés nous avons tué et capturé des centaines de cadres ou d'éléments opérationnels d'Al Qaïda, y compris l'architecte des attentats du 11-Septembre Khaled Cheikh Mohammed ». Justifiant l'invasion de l'Irak, il ajoute : « Après le 11-Septembre, nous avons de nouveau examiné le danger posé par l'Irak […] un pays qui combinait le soutien au terrorisme, le développement et l'utilisation des armes de destruction massives, les agressions contre ses voisins »[24];
  - la porte-parole de la Maison-Blanche annonce que le président George W. Bush recevra à déjeuner son successeur Barack Obama ainsi que ses prédécesseurs Bill Clinton, Jimmy Carter et son propre père George H. W. Bush le 7 janvier. Sceau de la Securities and Exchange Commission
- Jeudi 18 décembre 2008 : 

Sceau de la Securities and Exchange Commission

  - le groupe Chrysler annonce la fermeture de toutes ses usines pendant un mois, le temps d'écouler les invendus qui s'accumulent, à la suite de l'effondrement du marché automobile aux États-Unis. Cette décision concerne 30 sites en Amérique du Nord, qui emploient environ 46 000 personnes. Ils seront fermés su vendredi 19 décembre au lundi 19 janvier;
  - nouvelle administration du président Barack Obama : Mary Schapiro (53 ans) est nommée à la présidence de la Securities and Exchange Commission (SEC) pour tenter de redonner du crédit au régulateur boursier accusé d'avoir failli à sa mission en ayant laissé se former la bulle qui avait débouché sur la crise des crédits immobiliers à risque (subprimes). Ancienne de la SEC de 1988 à 1993, ainsi que dans l'administration du président Bill Clinton, elle a été présidente de l'autorité de régulation du marché des matières premières avant de prendre la tête de la Finra;
  - l'organisme de régulation des institutions d'épargne et de crédit (OTS) — autorité de régulation du système bancaire américain, dépendant du département du Trésor — adopte de nouvelles règles durcissant la réglementation des cartes de crédit afin de mieux protéger les consommateurs[25]. Très combattue par les banques, la nouvelle réglementation entrera en vigueur le 1er juillet 2010. Les nouvelles règles rendent aux organismes de crédit la tâche plus difficile pour augmenter les intérêts et fixe à 21 jours le délai « raisonnable » devant s'écouler avant qu'elles puissent considérer un remboursement comme étant en retard. Elles interdisent également certaines méthodes de calcul des agios pénalisantes pour le consommateur et interdit aux émetteurs de cartes d'exiger des cautions trop élevées avant d'octroyer des crédits aux personnes considérées comme peu solvables;
  - la ville de Las Vegas, a été entièrement recouverte par plus de 15 cm de neige[26].
- Vendredi 19 décembre 2008 :
  - nouvelle administration du président Barack Obama : 
    - le républicain Ray LaHood (63 ans) est nommé secrétaire aux Transports. Il est membre de la Chambre des représentants depuis 1995, représentant l'Illinois. Bien qu'ayant soutenu John McCain, il est proche du nouveau président et du nouveau secrétaire général de la Maison-Blanche, Rahm Emanuel. Petit-fils d'immigrants libanais, c'est un arabe chrétien. Il aura en charge l'important dossier des infrastructures notamment routières et la gestion des très gros investissements promis par le nouveau président[27];
    - l'ancien maire de Dallas, Ron Kirk, est nommé au poste de représentant pour le Commerce, chargé des relations commerciales internationales;

  - décès de Mark Felt (95 ans), ancien no 2 du FBI, mais aussi principale source de Bob Woodward et Carl Bernstein dans le scandale de l'affaire du Watergate qui conduisit à la démission du président Richard Nixon en 1974. Il était surnommé « Gorge Profonde » et son identité était restée secrète jusqu'à sa révélation au grand public en 2005[28];
  - le gouvernement met finalement à disposition des constructeurs américains une enveloppe de 17,4 milliards US$ issue du fonds Paulson et octroyée à General Motors et à Chrysler.
- Samedi 20 décembre 2008 : 
  - le nouveau vice-président Joe Biden affirme que l'économie américaine est dans un « état bien pire » que ce qu'il imaginait et qu'un second plan de relance était crucial pour éviter qu'elle ne « sombre purement et simplement ». Il indique que la nouvelle administration a pour priorité absolue de créer des emplois et d'investir dans les infrastructures pour remettre l'économie sur des rails, ajoutant que les autres objectifs en matière de politique étrangère et intérieure dépendraient entièrement du rétablissement de l'économie;
  - un Boeing 737-500  de la compagnie Continental Airlines assurant le vol CO1404 entre Denver et Houston sort de piste au décollage de Denver avec 112 personnes à bord — dont 5 membres d'équipage — et prend feu. Tous les occupants parviennent à évacuer l'appareil, mais 38 ont dû être hospitalisés;
  - le président Barack Obama présente les membres-clés de son équipe de conseillers pour la science et la technologie qui aura en charge la politique de la lutte contre le changement climatique, avec à sa tête John Holdren (64 ans), professeur de sciences de l'environnement à l'université Harvard et spécialiste des dangers liés aux armes nucléaires.

#### du 21 au 31 décembre
- Dimanche 21 décembre 2008 : 
  - Mort du controversé pasteur James Bevel (72 ans). Il fut l'un des principaux conseillers de Martin Luther King et un des organisateurs de la marche pour les droits civiques de Selma jusqu'à la capitale de l'Alabama, Montgomery, en 1965 qui avait fini par des violences et abouti à la signature du Voting Rights Act, interdisant les barrières à la participation politique des minorités raciales. Marié à quatre reprises et père de 16 enfants de sept femmes différentes, il avait été reconnu coupable d'inceste avec l'une de ses filles adolescentes dans les années 1990. Condamné en octobre à une peine de 15 ans de prison, il avait été libéré sous caution en raison de son état de santé[29].
- Lundi 22 décembre 2008 : 
  - Cinq hommes soupçonnés d'être des islamistes radicaux sont reconnus coupables de complot en vue de tuer des militaires sur une base de l'armée américaine à Fort Dix (New Jersey). Ils encourent la prison à vie.
  - Le fonds spéculatif américain Tremont Group Holdings, filiale d'Oppenheimer Acquisition Corporation, elle-même filiale de l'assureur MassMutual a 3,3 milliards de dollars investis dans les fonds de l'escroc Bernard Madoff. C'est à ce jour la deuxième plus importante victime de Bernard Madoff, après le gestionnaire d'actifs Fairfield Greenwich Group, qui a reconnu une exposition de 7,5 milliards de dollars. Selon le porte-parole de Trémont, cette escroquerie de grande ampleur « était conçue et mise en œuvre pour tromper les investisseurs tant individuels qu'institutionnels ».
  - La secrétaire d'État, Condoleezza Rice, reconnait que la popularité des États-Unis n'était « pas excellente » dans le monde arabe, mais elle a assuré que la région finirait par « respecter » le président George W. Bush : « Ce n'est peut-être pas populaire au Proche-Orient de dire que les peuples de la région doivent vivre librement, et non sous la tyrannie […] Ce n'est peut-être pas toujours populaire d'être un défenseur acharné du droit d'Israël à se défendre et d'être en même temps un défenseur acharné du droit des Palestiniens à vivre dans leur propre État […] C'est peut-être pour cela que dans certains endroits, la popularité de notre administration ou de notre politique n'est pas excellente [mais] avec le temps, je pense qu'on respectera le fait que les États-Unis ont défendu le monde arabe et le droit des Arabes à bénéficier des mêmes droits que nous tous ».
  - Un canular sous forme d'une lettre publiée dans le New York Times met en cause le maire de Paris, Bertrand Delanoë en tant que pseudo-auteur d'une lettre critiquant vertement la candidature de Caroline Kennedy au poste de sénatrice de l'État de New York en remplacement d'Hillary Clinton[30].
- Mardi 23 décembre 2008 :
  - Les ventes de logements neufs reculent pour le quatrième mois consécutifs avec une baisse supérieure aux prévisions des analystes. En glissement annuel la baisse atteint 35,5 % depuis novembre 2007, mais le prix de vente médian s'est légèrement amélioré (+2,7 %).
  - Le président Barack Obama prêtera son serment d'investiture le 20 janvier en tant que nouveau président des États-Unis sur la même bible que son modèle, le président Abraham Lincoln qui s'opposa à l'esclavage et s'efforça de maintenir l'unité du pays pendant la guerre de sécession. Comme Obama, Lincoln (1809-1865) était avocat et parlementaire de l'Illinois.
  - Thierry de la Villehuchet (65 ans), cofondateur du gestionnaire de fonds Access International, qui avait levé des fonds en Europe pour les investir auprès de l'escroc Bernard Madoff, n'a pas résisté à la pression qui a suivi l'éclatement du scandale et s'est suicidé aujourd'hui à New York dans son bureau[31].
  - Le groupe de services financiers American Express (AmEx) va recevoir 3,39 milliards de dollars du Trésor, dans le cadre de son plan de soutien au système bancaire. Cet apport de capitaux frais va permettre à AmEx de porter ses fonds propres « durs » à 13,2 milliards US$, soit 9,9 % de ses prêts, dont l'encours atteint 132,7 milliards de dollars.
  - Selon le département de la Justice, le président George W. Bush  a accordé sa grâce à 19 personnes et commué la peine d'une vingtième. Samuel P. Huntington
(janvier 2004, Davos)
- Mercredi 24 décembre 2008 :

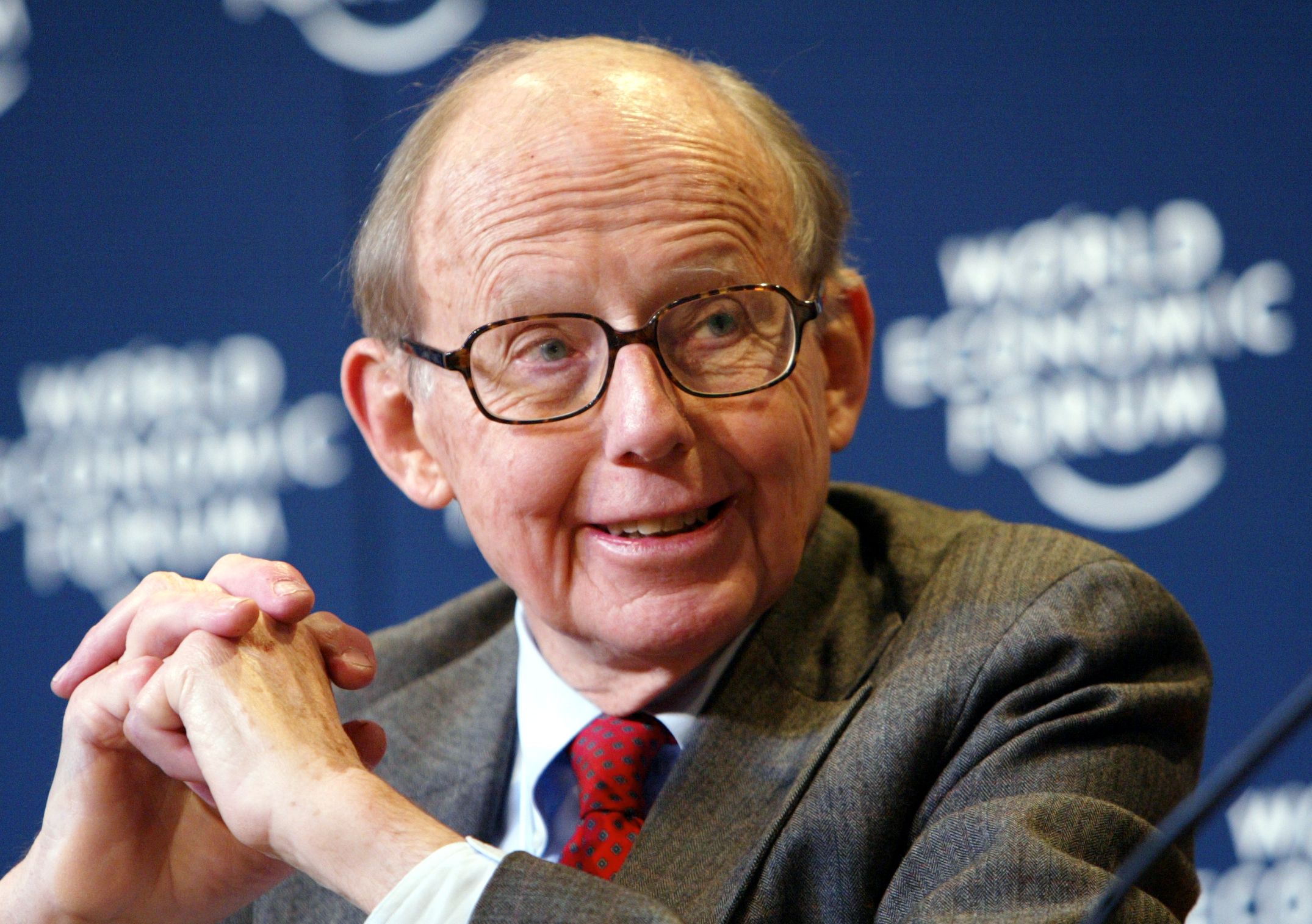
Samuel P. Huntington
(janvier 2004, Davos)

  - La société d'investissement Cerberus Capital Management a limité ou suspendu les remboursements aux clients de plusieurs de ses fonds, notamment « Cerberus Partners », un fonds qui gère de 3 à 4 milliards de dollars d'actifs. Les retraits sont limités à 20 % de la valeur du fonds.
  - Décès du politologue Samuel Huntington (81 ans), auteur de l'essai retentissant Le Choc des civilisations, à Martha's Vineyard, dans le Massachusetts[32]. Eartha Kitt
(1952)
- Vendredi 26 décembre 2008 : 

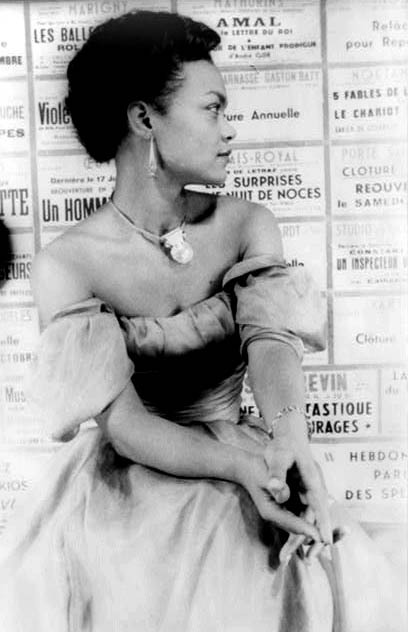
Eartha Kitt
(1952)

  - Un homme déguisé en Père Noël et souffrant de problèmes conjugaux a ouvert le feu sur les convives d'une soirée de réveillon avant de mettre le feu à la maison d'une banlieue tranquille de Los Angeles et de se donner la mort. Les autorités ont fait état jeudi d'au moins neuf morts, dont le tireur qui s'est suicidé quelques heures plus tard[33]. Les victimes laissent au total 16 orphelins[34].
  - Une nouvelle tempête de neige frappe de nombreux États de l'ouest des États-Unis, alors que le Midwest était lui en proie à des pluies verglaçantes rendant les routes dangereuses. Des avis de tempête de neige ont été lancés sur l'Utah, l'Arizona, le Nouveau-Mexique, le Colorado, le Wyoming, le Montana et les deux Dakotas, l'alerte au blizzard étant même déclenchée sur les montagnes du Sud-Ouest du Colorado.
  - La communauté juive américaine craint la résurgence des vieux clichés antisémites à la suite de l'affaire Bernard Madoff[35].
  - Décès de la chanteuse et actrice Eartha Kitt (81 ans) d'un cancer du colon dans un hôpital de New York.
- Dimanche 28 décembre 2008 :
  - Décès à Miami de Alvah H. Chapman Jr (87 ans), ancien président de l'entreprise de presse Knight Ridder. Connu pour ses actions philanthropiques, il représentait la troisième génération d'une famille d'hommes de presse[36].
- Lundi 29 décembre 2008 : 
  - Le parquet de Miami (Floride) demande que Chuckie Taylor (31 ans), fils de l'ancien président du Liberia Charles Taylor et reconnu coupable en octobre d'actes de torture et d'autres abus remontant à l'époque où il dirigeait une force paramilitaire dans le gouvernement de son père, soit condamné à 147 ans de prison. NYSE
(décembre 2008)
- Mardi 30 décembre 2008 : 

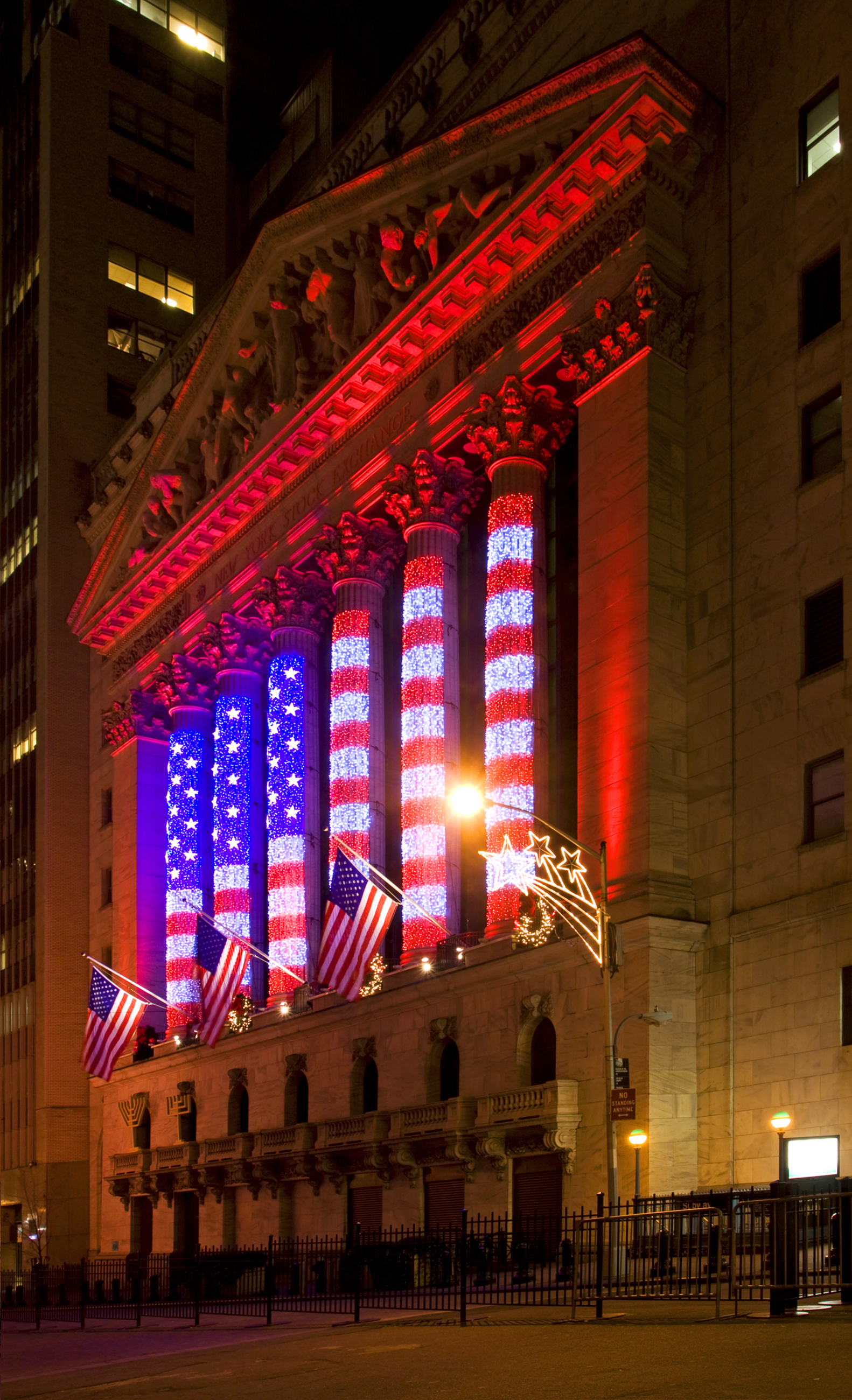
NYSE
(décembre 2008)

  - Le gouverneur de l'Illinois, Rod Blagojevich, accusé de corruption pour avoir tenté monnayer le siège de sénateur, mais profitant du fait qu'il s'agit d'une prérogative du gouverneur, annonce son choix pour le successeur de Barack Obama au sénat. Il s'agit de l'ancien ministre de la Justice de l'Illinois, Roland Burris (71 ans). Le nouveau président Barack Obama désapprouve ce geste qu'il considère comme un défi à la majorité démocrate de l'État : Roland Burris « est quelqu'un de bien et un serviteur de l'État compétent […] Mais les démocrates du Sénat ont clairement signifié il y a plusieurs semaines qu'ils ne pouvaient accepter une nomination de la part d'un gouverneur accusé d'avoir voulu vendre ce même siège de sénateur […] la meilleure solution pour le gouverneur Blagojevich serait de démissionner de son poste et permettre qu'un processus de succession légal et adéquat soit mis en place […] Il est vraiment regrettable que malgré les demandes des cinquante sénateurs démocrates […] le gouverneur Blagojevich ait fait le geste imprudent de nommer au Sénat quelqu'un qui portera la marque du soupçon et sera accusé d'illégitimité »[37].
  - Le Trésor annonce un paquet de 6 milliards de dollars, dont 5 mds$ de recapitalisation, pour sauver le groupe de services financiers GMAC, actuellement contrôlé par General Motors et le fonds Cerberus (propriétaire de Chrysler).
  - Décès du trompettiste Freddie Hubbard (70 ans) à l'hôpital Sherman Oaks de Los Angeles un mois après une première crise cardiaque. Il a influencé toute une génération de jazzmen et joué avec des légendes comme Herbie Hancock, Ornette Coleman, John Coltrane, Quincy Jones et Sonny Rollins[38].
  - Affaire Bernard Madoff : Le tribunal chargé de la liquidation des sociétés de Bernard Madoff  a autorisé l'utilisation de 28 millions de dollars figurant sur l'un de ses comptes bancaires bloqués de l'homme d'affaires pour régler notamment les salaires des plus de cent personnes employées dans sa société de courtage, qui avait une activité légale. Le tribunal est en attente pour le 31 décembre de l'inventaire complets des avoirs aux États-Unis et à l'étranger de l'escroc requis par la SEC. La liste doit comprendre « comptes bancaires, investissements, intérêts financiers, prêts, lignes de crédit, propriétés réelles et personnelles », où qu'elles se trouvent, incluant biens immobiliers, œuvres d'art, véhicules automobiles, bijoux et autres valeurs « détenues ou contrôlées par Bernard Madoff ».
- Mercredi 31 décembre 2008 :
  - Bilan négatif pour la Bourse de New York qui s'est effondrée en 2008, l'indice Dow Jones lâchant 34 % sur l'ensemble de l'année et réalisant sa pire performance depuis 1931.
  - Le Trésor fédéral a effectué le versement d'une aide d'urgence de 4 milliards de dollars au constructeur automobile General Motors, qui risquait la faillite.

## Culture

### Cinéma

#### Oscars
- Meilleur film :
- Meilleur réalisateur :
- Meilleur acteur :
- Meilleure actrice :
- Meilleur film documentaire :
- Meilleure musique de film :
- Meilleur film en langue étrangère :

## Naissance en 2008
- 17 septembre : Mia Talerico, actrice.

## Décès en 2008
- 16 juin : Caylee Anthony, victime de meurtre (° 9 août 2005).
- 27 novembre : Patricia Marand, actrice de théâtre musical (° 25 janvier 1934).